# Douglas DC-8
Vous lisez un « bon article » labellisé en 2025.
Ne doit pas être confondu avec Douglas DC-8 (avion à hélices).
Dimensions
Le Douglas DC-8 est un avion de ligne quadriréacteur à fuselage étroit, moyen et long-courrier, produit entre 1958 et 1972 par la Douglas Aircraft Company, puis par McDonnell Douglas, après la fusion de l'avionneur avec la McDonnell Aircraft Corporation en 1967. Le DC-8 est l'un des tout premiers avions de ligne à réaction et est, avec son concurrent direct, le Boeing 707, l'un des emblèmes de l'ère du jet. Selon les versions et les configurations, la capacité de l'avion varie entre 117 et 259 passagers et son autonomie est comprise entre 5 900 et 10 800 km.
Développé en tant que premier avion de ligne à réaction de l'avionneur, le DC-8 est un modèle avec voilure en flèche et moteurs en nacelles suspendues sous les ailes. Construit dans l'usine Douglas de Long Beach, en Californie, le prototype effectue son premier vol le 30 mai 1958 ; les compagnies United Airlines et Delta Air Lines mettent simultanément en service le DC-8 le 18 septembre 1959. Par la suite, l'avionneur développe des versions remotorisées, d'autres optimisées pour les vols long-courriers transocéaniques, et certaines avec le fuselage allongé. Selon les versions, les moteurs peuvent être des Pratt & Whitney J57, JT4A, JT3D ou Rolls-Royce Conway ; dans les années 1980, les turboréacteurs d'origine de plusieurs appareils sont remplacés par des CFM International CFM56, plus puissants et économiques.
Le DC-8 rencontre un certain succès commercial, sans toutefois égaler les ventes de son grand rival. Il reste principalement utilisé comme avion de ligne, un certain nombre d'exemplaires étant convertis au fil des années pour le transport de fret. Quelques-uns deviennent des avions de transport gouvernemental, des bancs d'essais volants, des avions privés et des plate-formes de guerre électronique. Au total, il est produit à 556 exemplaires dont les derniers sont livrés en 1972 ; les principaux clients sont United Airlines, Air Canada et Japan Airlines avec respectivement 105, 42, et 41 avions réceptionnés. Au fil des années, avec l'arrivée sur le marché d'avions plus récents, plus économiques et à plus grande capacité, les compagnies clientes retirent progressivement les DC-8 qui sont ensuite utilisés par de plus petites compagnies, ou dans des pays en voie de développement. En 1995, il reste 260 appareils en service, puis 233 en 2000. En 2025, un seul appareil est encore utilisé par une organisation humanitaire.

## Développement

### Contexte historique

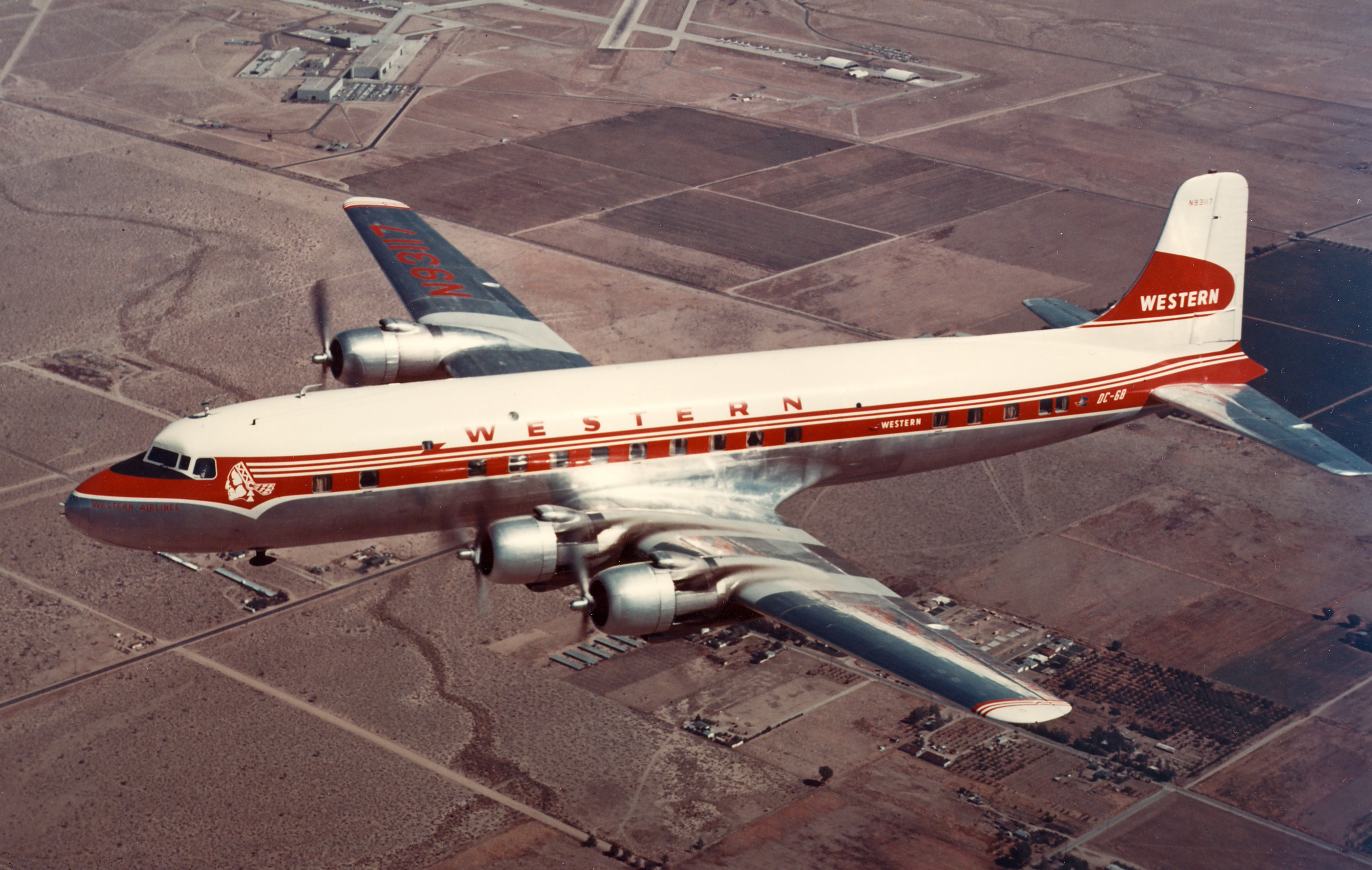
Un Douglas DC-6B aux couleurs de Western Airlines ; le DC-6 est l'un des principaux succès commerciaux de l'avionneur après la guerre et avant l'introduction des jets commerciaux.

Après la Seconde Guerre mondiale, la Douglas Aircraft Company domine le marché des avions commerciaux. Boeing a précédemment ouvert la voie à des avions modernes, de construction entièrement métallique, avec son modèle 247 en 1933 ; cependant, Douglas, plus que d'autres avionneurs, transforme le voyage aérien en réalité. Tout au long des années 1930, 1940 et 1950, Douglas produit une succession d'avions de ligne à moteurs à pistons : les DC-2, DC-3, DC-4, DC-5, DC-6 et DC-7. En 1949, lorsque de Havilland fait voler le tout premier avion de ligne à réaction, le Comet, Douglas ne ressent pas le besoin de se lancer dans quelque chose de nouveau. Ses concurrents américains Lockheed et Convair partagent cet avis ; selon eux, les moteurs à turbine sont amenés à remplacer progressivement les moteurs à pistons, et ce changement passe par des turbopropulseurs, plus puissants et plus économiques en carburant, plutôt que par des turboréacteurs. Les trois avionneurs travaillent sur une nouvelle génération de modèles à moteurs à pistons, qui pourraient ultérieurement être remotorisés avec des turbopropulseurs.
Le Comet entre en service en 1952 et la BOAC est la première compagnie à l'exploiter à partir du 2 mai de cette année ; rencontrant d'abord du succès, il est interdit de vol après une série d'accidents survenus en 1953 et 1954. La cause de ces accidents n'est pas directement liée aux turboréacteurs ; ses hublots carrés le rendent très sensible à la fatigue des matériaux. Par la suite, une meilleure connaissance de ce phénomène, résultant de l'enquête sur les accidents du Comet, sera amenée à jouer un rôle essentiel dans le bilan de sécurité des avions de ligne ultérieurs comme le DC-8[réf. souhaitée]. En 1952, Douglas est le constructeur d'avions commerciaux qui rencontre le plus de succès. Son carnet affiche près de 300 commandes pour le DC-6 et son successeur, le DC-7, qui n'a pas encore volé. Le manque d'intérêt des compagnies aériennes pour des jets, consécutif aux accidents du Comet, semble montrer une certaine confiance dans les avions à hélices.

### Concurrence

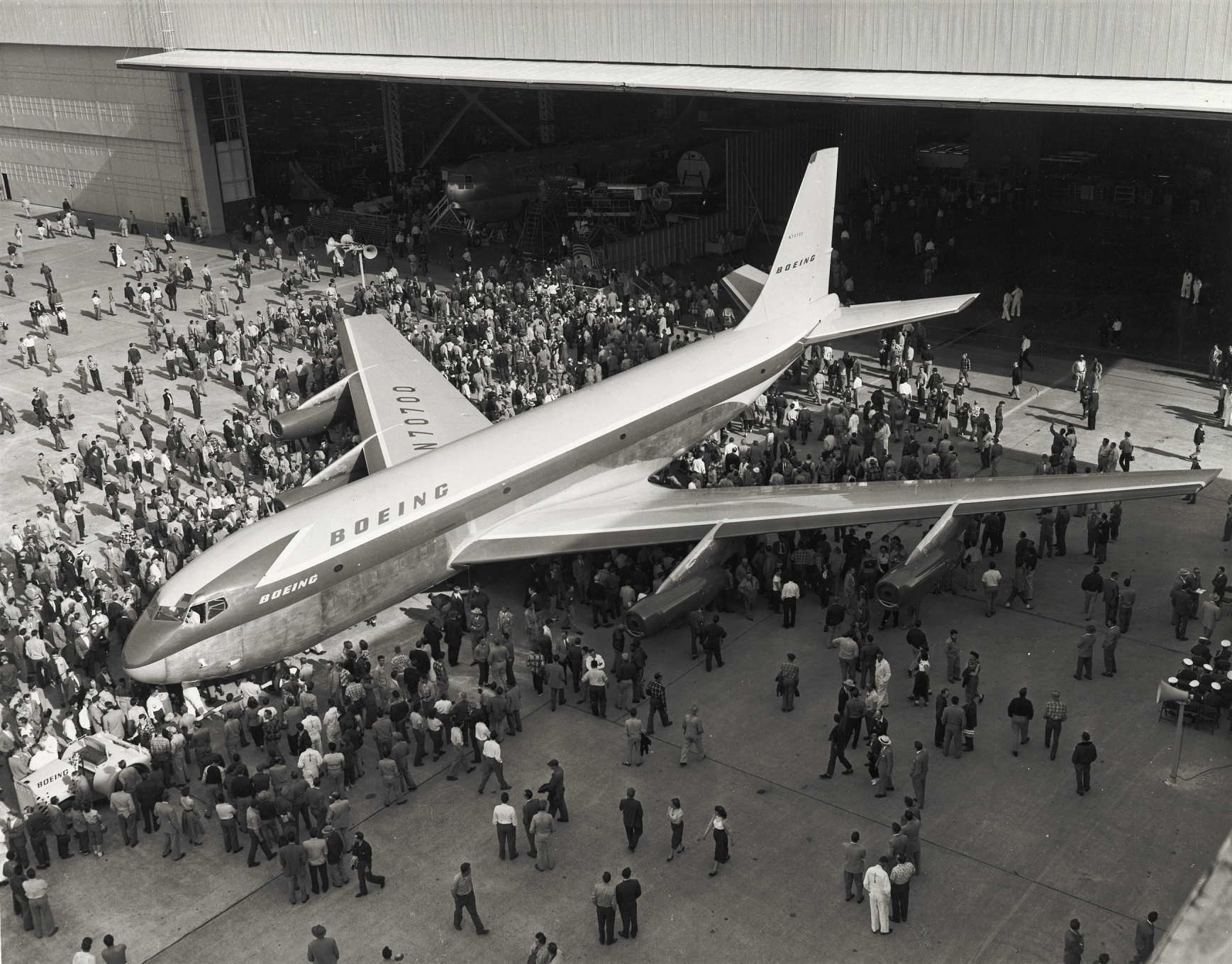
Le Boeing 367-80 sert de prototype pour le 707, principal concurrent du DC-8.

Dès 1949, Boeing prend l'initiative audacieuse de lancer le développement d'un avion de ligne à réaction. La branche militaire de l'avionneur lui a fait gagner une précieuse expérience sur les avions à réaction de grande taille et à long rayon d'action avec le B-47 Stratojet, qui effectue son premier vol en 1947, et le B-52 Stratofortress, qui vole en 1952. Avec quelques milliers de bombardiers à réaction en commande ou en service, Boeing avait développé une relation étroite avec le Strategic Air Command (SAC) de la United States Air Force (USAF). L'avionneur de Seattle fournit également la flotte de ravitailleurs du SAC, les KC-97 Stratofreighter ; ces derniers sont toutefois trop lents et volent trop bas pour ravitailler efficacement les nouveaux bombardiers à réaction. Le B-52, en particulier doit descendre depuis son altitude de croisière et ralentir à une vitesse proche du décrochage pour être ravitaillé par le KC-97.
Pensant qu'un ravitailleur à réaction serait nécessaire, Boeing commence à travailler sur un projet d'avion qui remplirait ce rôle et pourrait être adapté en avion de ligne. La version d'avion de ligne doit alors avoir la même capacité que le Comet, mais sa voilure en flèche lui donnerait une vitesse de croisière plus élevée et une distance franchissable accrue. Après avoir présenté l'avion pour la première fois en 1950 en tant que modèle 473-60C, l'avionneur ne parvient pas à intéresser les compagnies aériennes, mais reste convaincu que le projet en vaut la peine ; il décide alors d'aller de l'avant et de construire un prototype, le 367-80 qui, financé sur fonds propres de la société à un coût de 16 millions de dollars, sort d'usine le 14 mai 1954 et vole deux mois plus tard. L'idée de Boeing devient évidente, malgré un numéro de modèle trompeur.

### Première phase de conception
Dans le secret, Douglas commence à étudier un projet d'avion de ligne à réaction à la mi-1952 ; un an plus tard, l'appareil a sur le papier une forme semblable à celle du futur DC-8 : diamètre de cabine de 3,35 m permettant d'installer des rangées de cinq sièges, capacité de 80 passagers, voilure basse avec flèche de 30°, moteurs Pratt & Whitney JT3C ; la masse maximale doit être de 86 tonnes et l'autonomie est estimée entre 4 800 et 6 400 km.
Douglas reste mitigé sur le projet, mais pense que le contrat de ravitailleur pour l'Air Force doit faire appel à deux avionneurs pour deux avions différents, comme cela a été le cas pour les avions de transport par le passé. En mai 1954, l'USAF émet une spécification et lance un appel d'offres, portant sur 800 ravitailleurs à réaction, à Boeing, Douglas, Convair, Fairchild, Lockheed et Martin, seulement deux mois avant que Boeing ne fasse voler son prototype. Trois mois plus tard, l'USAF annonce son intention de commander dans un premier temps 29 KC-135 à Boeing ; en plus de la capacité de Boeing à pouvoir fournir rapidement un ravitailleur, le système de perche de ravitaillement, qui équipe alors le KC-97, est également un produit de Boeing.
Donald Douglas est choqué par la rapidité de cette décision, laquelle, selon lui, a été prise avant que les avionneurs concurrents n'aient eu le temps de finaliser leurs projets ; il proteste auprès de Washington, mais sans succès. Ayant lancé le projet DC-8, Douglas estime qu'il vaut mieux poursuivre qu'abandonner. Les consultations avec les compagnies aériennes conduisent l'avionneur à réaliser plusieurs modifications de son projet : le fuselage est élargi de 38 cm et peut désormais accueillir des rangées de six sièges, ce qui rend nécessaire un agrandissement de la voilure et de l'empennage, et un allongement du fuselage. Le DC-8 est annoncé en juin 1955 ; quatre versions sont proposées, toutes avec une longueur de fuselage de 45,87 m et une envergure de 43 m, qui diffèrent par leur motorisation et leur capacité en carburant et dont la masse maximale se situe entre 109 et 118 tonnes ; Douglas refuse fermement de proposer d'autres longueurs de fuselage. Le premier vol est prévu pour décembre 1957 avec une entrée en service en 1959. Bien conscient de son retard par rapport à Boeing, Douglas entreprend un important travail de commercialisation.

### Premières commandes

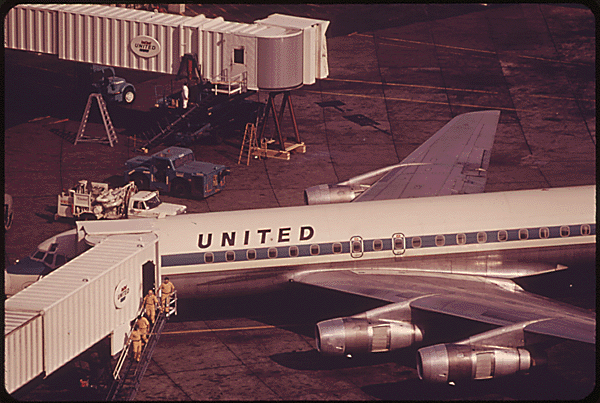
United Airlines choisit le DC-8 au lieu du Boeing 707. Ce Douglas DC-8-50 est photographié à Boston, en 1973.

Les réflexions précédentes de Douglas à propos du marché d'avions commerciaux semblent s'avérer ; il apparaît que la transition vers les moteurs à turbines passe par des turbopropulseurs plutôt que des turboréacteurs. Premier avion de ligne à turbopropulseur, le Vickers Viscount peut emporter entre 40 et 60 passagers et se montre populaire auprès des passagers et des compagnies aériennes : il est plus rapide, moins bruyant et plus confortable que les avions à moteurs à pistons ; un de ses rivaux est le Bristol Britannia. Le principal concurrent de Douglas sur le marché des grands avions de ligne, Lockheed, a investi dans l'Electra, un avion à turbopropulseurs d'une capacité de 80 à 100 passagers, destiné aux itinéraires courts et moyens-courriers ; la première compagnie à l'acheter est American Airlines, qui passe commande de 35 appareils. À cette époque, alors que le Comet reste cloué au sol, le prototype de la Sud-Aviation Caravelle, avion à réaction français qui peut emporter 90 passagers, a effectué son premier vol en mai 1955 ; le Boeing 707, dont le 367-80 a servi de prototype, ne doit pas entrer en service avant fin 1958. Les principales compagnies aériennes sont réticentes à relever l'important défi technique et financier qu'est le passage aux avions à réaction ; toutefois, aucune ne peut renoncer à acheter des jets si ses concurrentes le font.
Le problème continue jusqu'au 13 octobre 1955, lorsque la Pan American World Airways passe commande de 20 Boeing 707 et 25 Douglas DC-8 pour un montant de 269 millions de dollars,. Acheter un type d'avion à réaction coûteux et n'ayant pas encore volé est courageux : en acheter deux est sans précédent à cette époque. Dans les derniers mois de 1955, d'autres compagnies font de même : Air France, American Airlines, Braniff International, Continental Airlines et la Sabena commandent des 707 ; United Airlines, National Airlines, KLM, Eastern Air Lines, Japan Airlines et Scandinavian Airlines System (SAS) choisissent le DC-8. En 1956, Air India, la BOAC, la Lufthansa, la Qantas et la Trans World Airlines (TWA) ajoutent plus de 50 707 au carnet de commandes de Boeing, tandis que Douglas vend 22 DC-8 à Delta Air Lines, Swissair, TAI, Trans-Canada Air Lines et UAT. Jusqu'au début de l'année 1958, Douglas vend 133 DC-8 contre 150 707 pour Boeing. En 1960, le prix pour la version du DC-8 destinée aux vols intérieurs et motorisée par des JT4A est de 5,46 millions de dollars (soit 47 millions de dollars de 2025).

### Production et essais

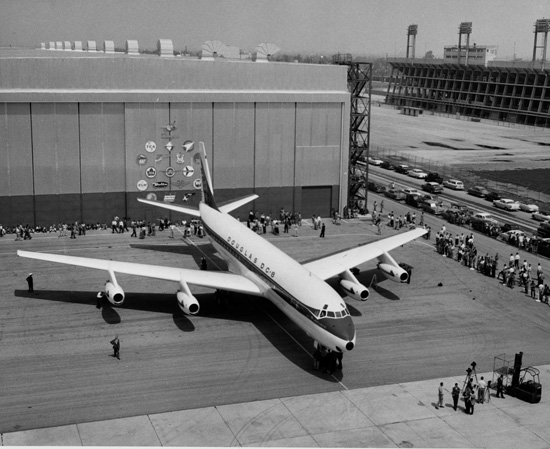
« Roll out » du premier Douglas DC-8, le 9 avril 1958.

Donald Douglas propose de construire et de tester le DC-8 à l'aéroport de Santa Monica, en Californie, lieu de naissance du DC-3, qui dispose d'une usine ayant employé 44 000 ouvriers pendant la Seconde Guerre mondiale. Afin de pouvoir accueillir le nouvel avion, Douglas demande à la ville de Santa Monica d'allonger la piste de l'aéroport qui a alors une longueur de 1 520 m ; toutefois, en raison de l'opposition des résidents des environs, la ville refuse, ce qui pousse Douglas à déplacer la ligne de production du DC-8 vers l'aéroport de Long Beach. Le premier DC-8, immatriculé N8008D, sort d'usine le 9 avril 1958 et effectue son premier vol le 30 mai, d'une durée de deux heures et sept minutes, piloté par un équipage mené par A. G. Heimerdinger.
Plus tard dans l'année, une version agrandie et améliorée du Comet entre en service, mais trop tard pour accaparer d’importantes parts du marché : le carnet de Havilland n'affiche que 25 commandes ; en août, Boeing livre le premier 707 à la Pan Am. Douglas réalise un effort considérable afin de combler l'écart avec Boeing, en utilisant pas moins de dix appareils pour les essais en vol nécessaires à la certification par la FAA, qui est obtenue en août 1959 pour la première des nombreuses versions du DC-8. Plusieurs modifications doivent être apportées : les aérofreins placés sur le dessous de la partie arrière du fuselage s'avèrent inefficaces et sont supprimés, alors que les inverseurs de poussée font leur apparition ; la vitesse de croisière du prototype est plus faible de 46 km/h que prévu ; des becs de bord d'attaque sont ajoutés pour accroître la portance à basse vitesse et les saumons d'aile sont élargis afin de réduire la traînée. De plus, le dessin du bord d'attaque est ultérieurement modifié afin d'augmenter la corde de 4 % et réduire la traînée à grande vitesse.
Le 21 août 1961, au cours d'un vol d'essai destiné à collecter des données sur une nouvelle forme des bords d'attaque de la voilure, réalisé autour de la base Edwards, un Douglas DC-8 passe le mur du son et atteint une vitesse de Mach 1,012 (1 062 km/h) lors d'une descente de 12 500 m (41 000 pieds) ; il maintient cette vitesse pendant 16 secondes, devenant ainsi le premier avion civil à réaction à réaliser un vol supersonique,,. Au cours de ce vol, l'appareil est piloté par le commandant William Magruder (chef pilote d'essai de Douglas), le copilote Paul Patten, l'officier mécanicien navigant Joseph Tomich et l'ingénieur d'essais en vol Richard Edwards ; il est accompagné en altitude par un F-104 Starfighter piloté par Chuck Yeager,. L'avion, un DC-8-43 immatriculé CF-CPG, est ultérieurement livré à Canadian Pacific Airlines, au sein de laquelle il effectue une carrière de presque vingt ans, sans montrer un quelconque signe de faiblesse liée à sa petite incursion dans le domaine des vitesses supersoniques,.

### Entrée en service

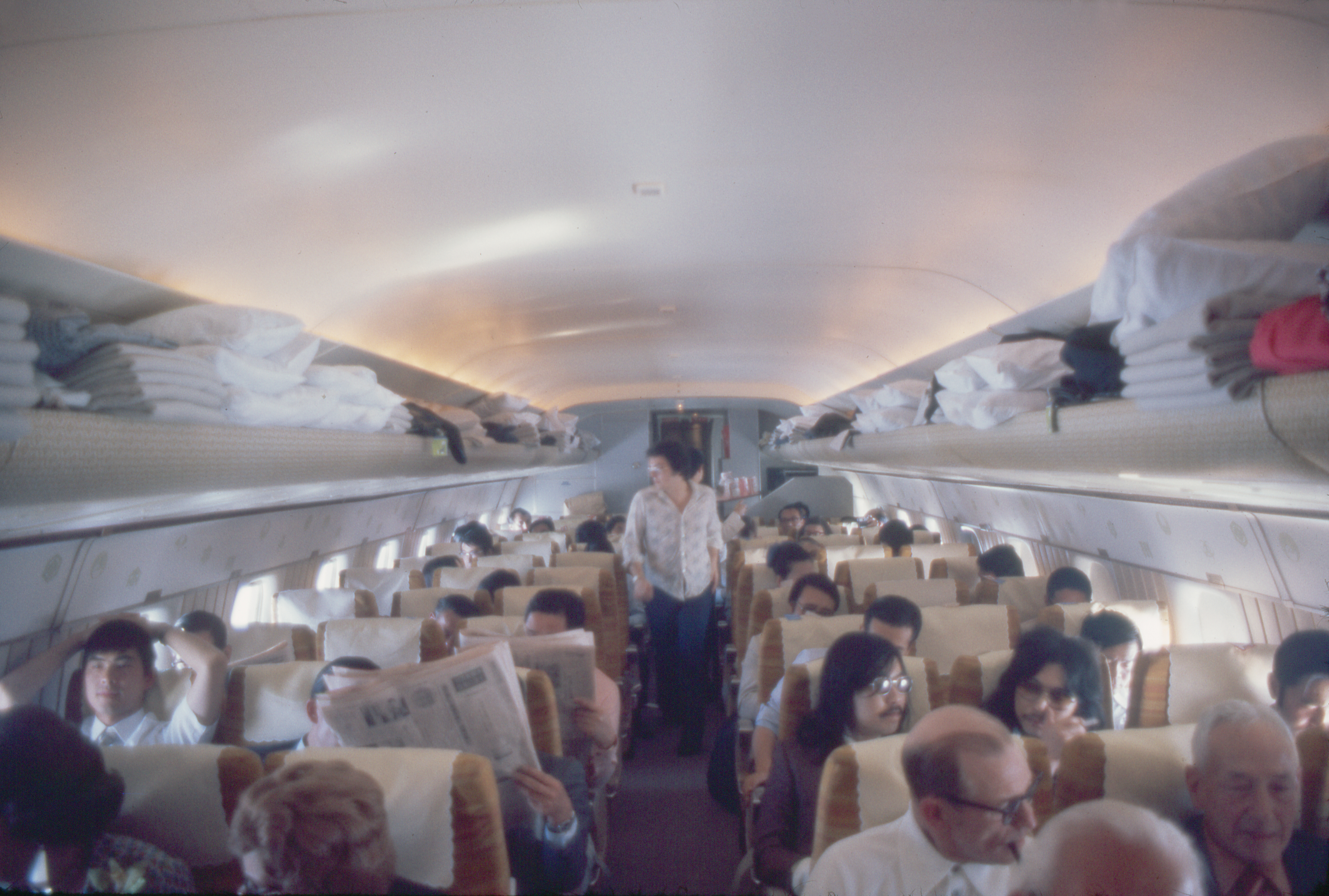
Cabine de classe économique d'un DC-8, avec des rangées de six sièges, en 1973.

Le 18 septembre 1959, le DC-8 entre en service avec les compagnies Delta Air Lines et United Airlines ; selon le site internet de Delta Air Lines, l'opérateur est le premier à exploiter le DC-8 sur les lignes régulières. En mars 1960, Douglas atteint sa cadence de production prévue avec huit DC-8 par mois ; 91 appareils sont livrés cette année-là.
Malgré le grand nombre de versions proposées, toutes utilisent la même cellule et ne diffèrent que par les moteurs, les masses et des détails ; en revanche, le Boeing 707 est proposé en plusieurs longueurs de fuselage et deux envergures : le 707-120 d'origine, long de 44 m, le 707-138, une version dont la longueur est réduite à 41 m, sacrifiant l'espace au profit d'une distance franchissable optimisée, et les 707-320 et -420, dont le fuselage mesure 47 m et qui disposent d'une cabine 3 m plus longue que celle du DC-8. Le refus de Douglas de proposer d'autres tailles de fuselage rend son avion moins flexible et force Delta et United à chercher ailleurs pour leur flotte d'appareils court et moyen-courrier. Delta commande des Convair 880, mais United opte pour le 707-020 plus petit, nouvellement développé, et demande à l'avionneur de le renommer Boeing 720, au cas où les gens penseraient que la compagnie n'était pas satisfaite du DC-8. La Pan Am ne passe aucune autre commande pour le DC-8 et Douglas perd progressivement des parts de marché face à Boeing. En 1962, seuls 24 appareils sont commandés et 20 l'année suivante ; le maximum est atteint en 1966 avec 116 commandes engrangées. En 1967, la Douglas Aircraft Company fusionne avec la McDonnell Aircraft Corporation pour devenir McDonnell Douglas.

### Développements ultérieurs

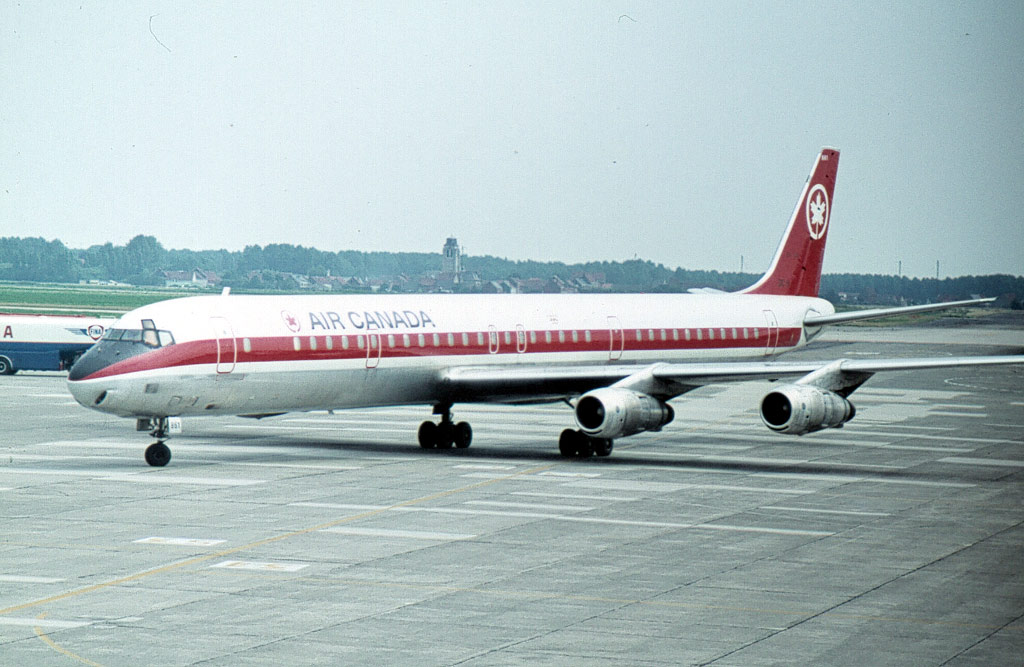
Un Douglas DC-8 d'Air Canada.

En avril 1965, Douglas lance finalement des versions rallongées du DC-8 avec trois modèles connus comme les Super Sixties. La survie du programme du DC-8 est alors en danger, avec moins de 300 appareils vendus, mais les Super Sixties lui permettent de perdurer. Pouvant emporter 269 passagers, les DC-8-61 et 63 disposent de la plus grande capacité disponible pour un avion de ligne jusqu'à l'arrivée du Boeing 747, en 1970. Le DC-8-62, quant à lui, dispose d'un fuselage plus court que celui des autres Super Sixties, mais dispose d'une plus grande autonomie. Au moment de l'arrêt de la production en 1972, 262 exemplaires des versions rallongées ont été construits.
Tous les avions de ligne à réaction des années 1950 et 1960 sont particulièrement bruyants par rapport aux standards actuels. L'augmentation du trafic et le changement d'attitude du public conduisent à des plaintes contre les nuisances sonores et à la mise en place de restrictions. Dès 1966, l'Autorité portuaire de New York et du New Jersey exprime ses préoccupations sur les nuisances que devrait générer le DC-8-61, pas encore construit ; les opérateurs doivent accepter de l'exploiter depuis New York avec une masse au décollage réduite afin de diminuer le bruit généré. Au début des années 1970, des législations sur les nuisances sonores sont mises en place dans de nombreux pays et la série 60 du DC-8 court particulièrement le risque de se voir interdite sur certains des plus grands aéroports.
À cette époque, plusieurs compagnies aériennes s'adressent à McDonnell Douglas afin que l'avionneur mette en place des modifications visant à réduire le bruit du DC-8, mais ces demandes restent sans suite. Des entreprises développent des silencieux (hushkit), mais les compagnies ne souhaitent pas maintenir le DC-8 en service. Finalement, en 1975, General Electric commence à discuter avec les principales compagnies aériennes en vue d'équiper les DC-8 et 707 de moteurs CFM56, nouveaux, plus puissants et considérablement moins bruyants. McDonnell Douglas, initialement réticent, finit par se joindre au projet à la fin des années 1970 et aide au développement de la série 70. Les Super Seventies rencontrent un grand succès : environ 70 % moins bruyants que les séries 60, ils sont, au moment de leur mise en service, les avions de ligne quadriréacteurs les plus silencieux du monde. En plus d'être plus silencieux, le CFM56 consomme 23 % de carburant en moins que le JT3D, ce qui réduit les coûts d'exploitation et augmente la distance franchissable.

## Caractéristiques

### Motorisation
Le DC-8 a, selon les versions (et en incluant les conversions d'avions existants), été motorisé par des réacteurs appartenant à cinq familles différentes. Ce sont les mêmes que pour son concurrent produit par Boeing.

#### Pratt & Whitney JT3C
Le Pratt & Whitney JT3C, désignation civile du J57, a été initialement conçu pour le Boeing B-52. C'est le premier moteur mis en service à exploiter le principe du double corps, c'est-à-dire qu'il utilise deux axes concentriques, ce qui permet de séparer les compresseurs et les turbines en deux groupes (haute et basse pression) tournant à des régimes différents. Le DC-8-10, première version de série, utilise le même JT3C-6 que le 707-120 de Boeing. Ce réacteur offre 50 kN de poussée, augmentable brièvement à 60 kN grâce à l'injection d'eau.

#### Pratt & Whitney JT4A
Il s'agit de la version civile du J75, réacteur conçu comme une version agrandie du J57. Il est adopté sur les DC-8-20 et -30, et répond au manque de puissance de la première version. Comme le J57, ce moteur devient très rapidement obsolète avec la mise en service de moteurs à double flux à l'aube des années 1960.

#### Rolls-Royce Conway
Ce réacteur britannique est le premier réacteur à double flux admis en service régulier. Son architecture, à double corps comme le J57, est un peu différente de celle des réacteurs à double flux produits par la suite : il n'a pas vraiment de soufflante. La séparation entre flux chaud et flux froid se fait après le compresseur basse pression. Le taux de dilution est de 0,3, ce qui signifie que pour 10 m3 d'air passant dans les chambres de combustion, 3 m3 constituent le flux froid qui contourne le cœur du moteur. Cela augmente la masse éjectée tout en réduisant la vitesse des gaz, ce qui réduit la consommation et le bruit.

#### Pratt & Whitney JT3D
Il s'agit d'un réacteur à double flux construit par modification du JT3C, et réutilisant environ trois quarts de ses pièces. Il est même possible de convertir les J57 existants en JT3D grâce à un kit fourni par Pratt & Whitney. Les trois premiers étages du compresseur basse pression sont remplacés par une soufflante à deux étages, tandis que, à l'arrière du moteur, la turbine basse pression reçoit un troisième étage afin de prélever plus d'énergie au flux chaud. Le taux de dilution est proche de 1. Dès lors qu'il a été disponible, ce moteur est devenu le plus répandu sur les DC-8 (comme sur les 707 concurrents), du fait de sa consommation réduite par rapport aux moteurs à simple flux, et d'une certaine réticence des compagnies aériennes américaines à acheter un moteur britannique.

#### CFM International CFM56
Ce moteur franco-américain, développé par General Electric et Snecma (aujourd'hui Safran Aircraft Engines), testé en vol à partir de 1977, représente une génération postérieure aux moteurs cités précédemment. Il est beaucoup plus grand qu'eux en diamètre, ce qui traduit un taux de dilution bien plus élevé (environ 6). Si aucun DC-8 n'est sorti d'usine avec des CFM56, la production du modèle ayant pris fin avant que ce moteur ne soit disponible, il a été adopté par plusieurs compagnies comme remplacement des JT3D d'origine sur des DC-8 61/62/63 (redésignés 71/72/73) après remotorisation. Ce nouveau moteur est beaucoup moins bruyant, tout en réduisant d'environ 22 % la consommation. La première compagnie à signer pour cette modernisation est United Airlines, en 1979.

#### Galerie d'images
| Un réacteur d'avion en forme de cylindre. |
| JT3C en exposition.                       |

| Turboréacteur dont le carter a été découpé pour mettre en évidence les organes internes. |
| Maquette ouverte du JT3C.                                                                |

|                      |
| Pratt & Whitney J75. |

| Turboréacteur sur un socle en béton dans un parc. |
| Rolls-Royce Conway.                               |

| Réacteur ouvert, dans un musée. |
| Pratt & Whitney JT3D.           |

| moteur CFM-56 en exposition. Il se distingue des précédents par un diamètre beaucoup plus grand. |
| CFM-56-2A.                                                                                       |

### Matériaux
Le DC-8 est construit avec les matériaux typiques des avions de cette génération. La structure porteuse (longerons et nervures) est en alliage d'aluminium 7075-T6, qui contient environ 5 % de zinc et est optimisé pour sa résistance mécanique. La « peau » de l'avion utilise un autre alliage, le 2024-T3, contenant de petites quantités de cuivre, de magnésium et de manganèse, et plus résistant à la corrosion. Enfin, des renforts circulaires en titane aident le fuselage à supporter la pressurisation.

### Voilure
Structurellement, la voilure est construite autour de trois longerons qui assurent sa rigidité flexionnelle. Le longeron avant se situe à environ 20 % des cordes, le longeron arrière aux deux tiers. Un troisième longeron, intermédiaire, est présent sur la moitié de l'aile la plus proche du fuselage. Dans le sens transverse, les nervures qui portent la couverture de l'aile sont espacées de trois pieds (91 cm). Le DC-8 possède d'importants volets, mais, contrairement à la plupart des jets de ligne, il n'a pas de becs basculants de bord d'attaque.

### Fuselage

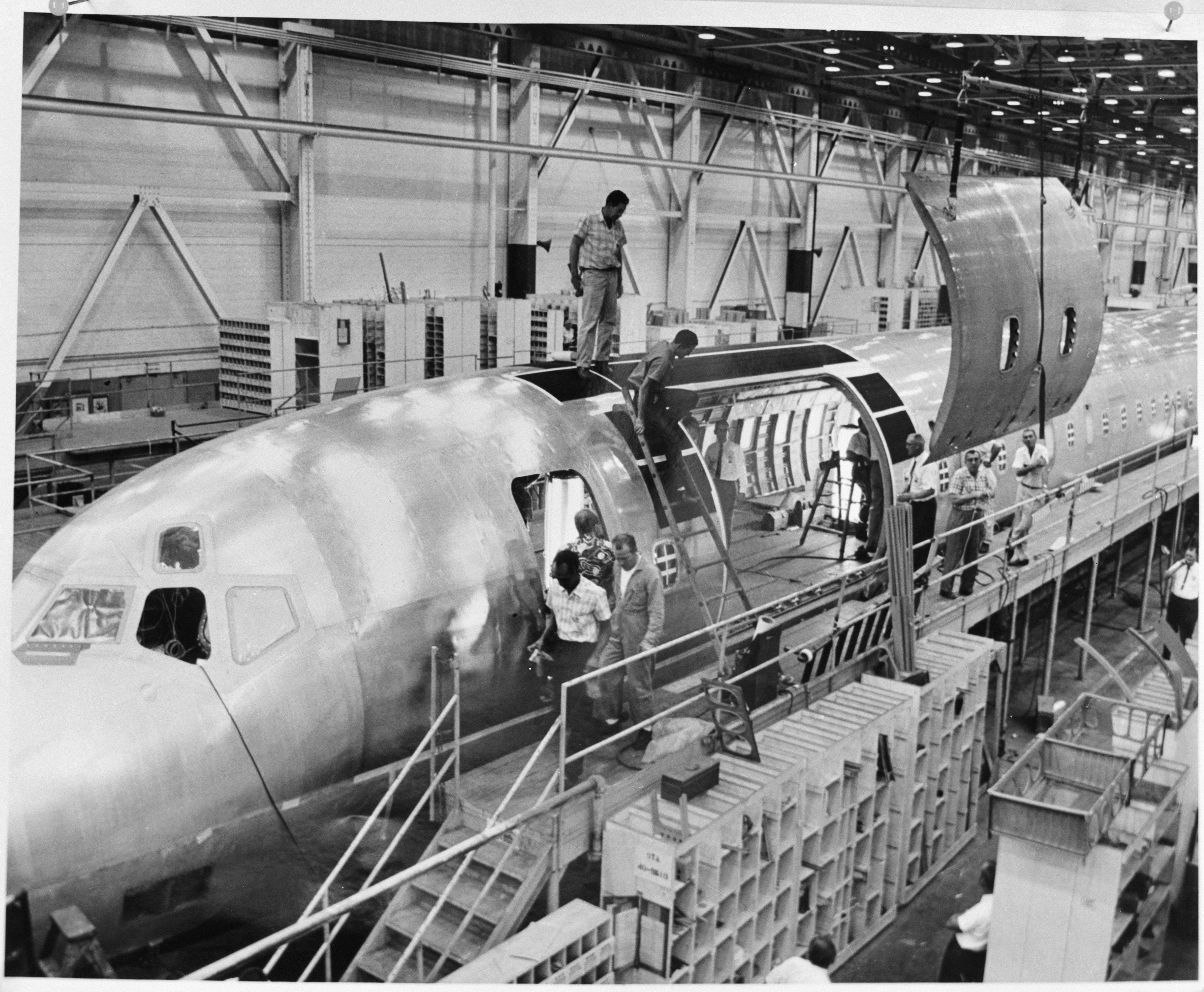
DC-8 en production. Pose du panneau remplaçant la porte cargo sur une version passager.

Le fuselage a une section bilobée. La partie au-dessus du plancher a un rayon extérieur de 1,865 m, la partie sous le plancher, contenant les soutes, a un rayon de 1,75 m. Structurellement, il est constitué de sections de 20 pouces (soit 50,8 cm) de longueur chacune, chacune possédant un cadre sur lequel est tenu le revêtement travaillant. Les hublots sont placés dans une section sur deux. Les deux portes d'accès principales sont placées sur le côté gauche du fuselage, aux extrémités avant et arrière de la cabine. Il y a aussi plusieurs issues de secours : deux à droite en face des portes principales, deux de chaque côté à proximité du caisson central de voilure, et deux écoutilles de secours qui donnent accès aux ailes.

### Système de carburant
Sur la première génération du DC-8, la capacité en carburant est de 66,4 m3, elle est portée à 88,6 m3 sur les versions long-courrier (-30 à -55), puis à 91,9 m3 sur les « series sixty ». L'essentiel du carburant prend place dans des réservoirs structurels dans les ailes. On compte, au total, neuf réservoirs. Les quatre réservoirs principaux, situés dans les ailes, alimentent chacun un moteur, par le biais de deux pompes redondantes. Il y a de plus deux réservoirs auxiliaires dans les parties extérieures des ailes, un dans le caisson central de voilure, et deux dans le fuselage, en avant des ailes.

### Train d'atterrissage

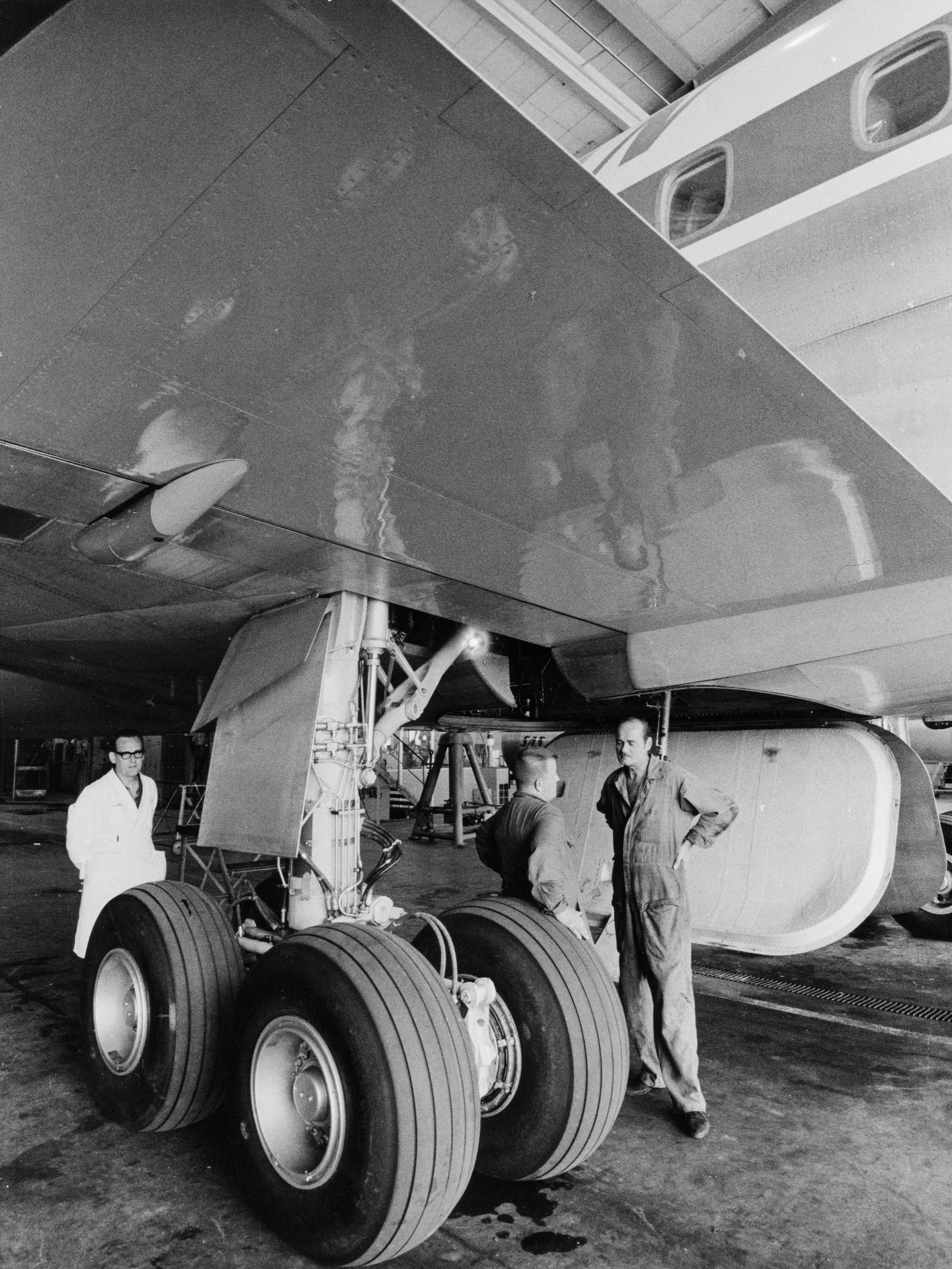
Train principal d'un DC-8-63.

Le train est de type tricycle avant, une configuration devenue la norme sur les avions long-courrier à partir du Constellation. Les deux jambes principales du train comportent quatre roues chacune, ce qui est cependant une caractéristique nouvelle de la génération à laquelle appartient le DC-8. Elles prennent appui sur le longeron arrière de la voilure et se replient vers l'intérieur, les roues prenant place dans un compartiment dans le dessous du fuselage. Le train avant comporte deux roues. Le train est conçu pour permettre à l'avion de manœuvrer au sol dans un espace réduit, en pivotant autour de l'une des deux jambes principales.

### Systèmes auxiliaires

#### Réseau électrique
Le réseau électrique principal de l'avion fonctionne en triphasé 400 Hertz à 115/200 V (115 volts de tension entre phase et neutre, 200 volts efficaces entre deux phases). Il est alimenté par quatre génératrices connectées aux moteurs (via des mécanismes d’entrainement à vitesse constante), et fournissant chacune 30 kVA au maximum. Le réseau secondaire fonctionne en continu 28 volts. Le DC-8 n'est pas pourvu d'un groupe auxiliaire de puissance, il doit donc bénéficier d'une alimentation au sol pour démarrer ses moteurs.

#### Réseau hydraulique
Le DC-8 est un des premiers avions à utiliser un fluide hydraulique résistant au feu, appelé Skydrol et développé par Monsanto, au lieu d'une huile minérale classique. Le réseau hydraulique fonctionne sous une pression nominale de 210 bars, maintenu sous pression par deux pompes reliées aux moteurs 2 et 3. Le réseau hydraulique fournit l'assistance des commandes, et actionne aussi le train d'atterrissage et ses freins.

#### Pressurisation et climatisation
Le système de pressurisation et de climatisation est situé dans le nez, il est alimenté par les deux petites entrées d'air visibles sous le radôme. Il est totalement électrique. Cela est relativement inhabituel. Sur le 707 et d'autres avions de l'époque, le système de pressurisation utilise le prélèvement d'air moteur.

### Versions

#### Série 10
Le DC-8-10 est conçu pour une utilisation sur les réseaux intérieurs ; il est propulsé par des turboréacteurs Pratt & Whitney JT3C-6 de 60,5 kN avec injection d'eau. Le modèle initial, le DC-8-11 dispose des saumons d'aile d'origine qui génèrent une grande traînée ; ils sont tous par la suite convertis au standard DC-8-12. Le DC-8-12 dispose des nouveaux becs de bord d'attaque sur une longueur de 2,03 m entre les pylônes des moteurs et sur 86,4 m sur les parties intérieure et extérieure de l'aile. Ces dispositifs sont couverts par des portes sur les parties inférieure et supérieure de la voilure qui s'ouvrent à basse vitesse et se ferme en croisière. La masse maximale passe de 120,2 à 123,8 tonnes. Au total, vingt-huit DC-8-10 sont construits. Ils sont initialement connus comme DC-8A jusqu'à l'introduction de la série 30. Vingt-deux sont livrés à United Airlines et six à Delta Air Lines. Au milieu des années 1960, United fait convertir quinze des vingt appareils encore dans sa flotte au standard DC-8-20 et les cinq autres en DC-8-50. Les six DC-8 de Delta sont convertis en DC-8-50.

#### Série 20
Le DC-8-20 se différencie de la version précédente par ses réacteurs Pratt & Whitney JT4A-3 de 70,8 kN de poussée, ce qui autorise une masse maximale au décollage de 125 190 kg. Trente-quatre appareils sont construits et quinze DC-8-10 sont convertis à ce standard. Initialement, ce modèle est connu comme le DC-8B, mais devient la série 20.

#### Série 30
Pour les itinéraires intercontinentaux, les trois versions de la série 30 sont équipées de moteurs JT4A, d'un fuselage et d'un train d'atterrissage renforcés leur permettant d'emporter un tiers de carburant supplémentaire. Le DC-8-31 est certifié en mars 1960 avec des moteurs JT4A-9 de 75,2 kN et une masse maximale de 136 080 kg. Le DC-8-32 diffère du précédent par sa masse maximale de 140 600 kg ; le DC-8-33, certifié en novembre 1960, reçoit des moteurs JT4A-11 de 78,4 kN et les attaches des volets sont modifiés afin d'augmenter l'angle des volets de 1.5°, ce qui réduit la consommation en croisière ; le train d'atterrissage est renforcé et la masse maximale passe à 142 880 kg. Plusieurs des modèles -31 et -32 sont amenés à ce standard. Au total, les DC-8-30 sont produits à 57 exemplaires.

#### Série 40
Le DC-8-40 est semblable au -30, mais il est motorisé par des Rolls-Royce Conway 509, à double flux, qui développent une poussée de 78,4 kN ; ces moteurs sont moins bruyants et produisent moins de fumée. Le Conway est une avancée par rapport aux turboréacteurs à simple flux, précédents ; toutefois, la série 40 se vend peu, car les compagnies américaines sont réticentes à acheter des avions dont les moteurs sont étrangers et parce que les turboréacteurs à double flux Pratt & Whitney JT3D font leur apparition au début de l'année 1961. Le DC-8-41 et le DC-8-42 ont respectivement une masse au décollage de 136 et 140 tonnes. Le DC-8-43, d'une masse maximale de 142 880 kg, reprend la modification des ailerons introduite sur le DC-8-33 et possède des bords d'attaque allongés de 4 %, permettant de réduire la traînée et augmenter la capacité en carburant ; la distance franchissable est accrue de 8 % et la vitesse, de 19 km/h. Cette modification est reprise sur les DC-8 ultérieurs. La première livraison a lieu en 1960 et 32 appareils sont construits.

#### Série 50

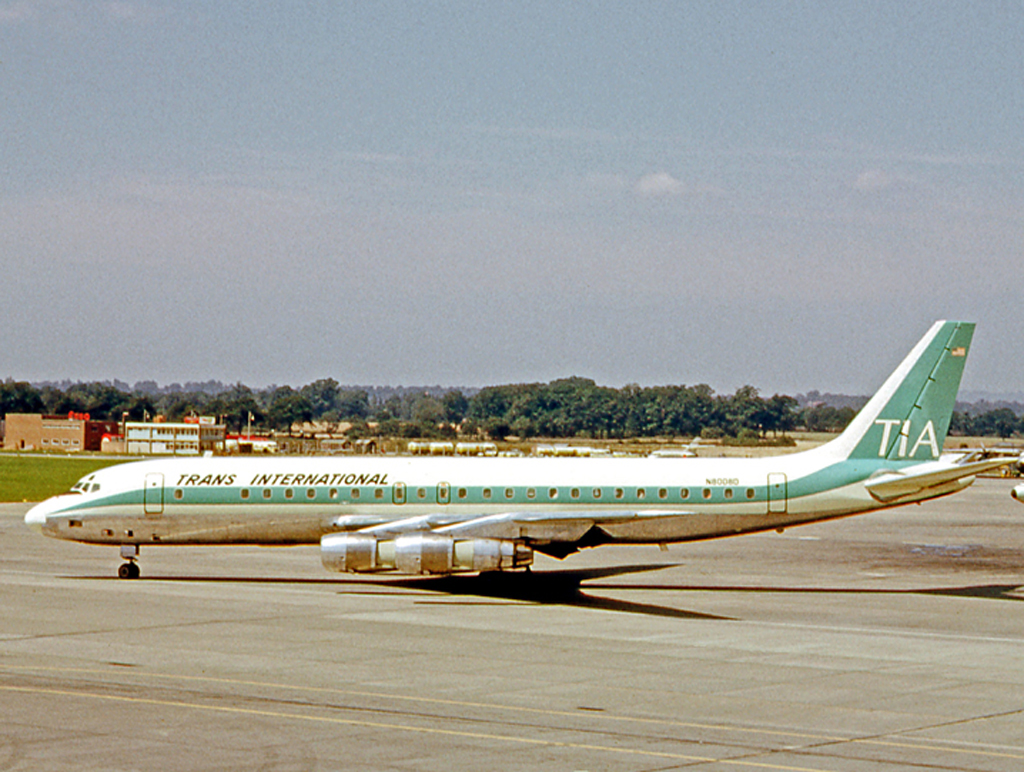
Le premier DC-8 (N8008D) effectue son premier vol le 30 mai 1958 en version DC-8-10 : converti en DC-8-51, il est vu ici aux couleurs de à l'aéroport de Londres-Gatwick en 1966.

La version la plus aboutie des DC-8 à fuselage court est équipée des mêmes turboréacteurs que la majorité des 707, le Pratt & Whitney JT3D. Quatorze appareils des premières séries sont convertis à ce standard. Tous les DC-8-50 à l'exception du -55 sont certifiés en 1961. Les DC-8-51, -52 et -53 disposent de moteurs JT3D-1 de 76,1 kN ou des JT3D-3B de 80,6 kN et se différencient par leurs masses : 125 200 kg pour le DC-8-51, 136 100 kg pour le -52 et 142 900 kg pour le -53. Le DC-8-55 fait son apparition en juin 1964 et est motorisé par des JT3D-3B ; il hérite de la structure renforcée de la version cargo et sa masse maximale est de 147 420 kg. Au total, les DC-8-50 sont construits à 88 exemplaires et 14 appareils des séries 10 et 30 sont convertis à ce standard,.
- DC-8 Jet Trader : Douglas donne son approbation pour le développement de versions cargo du DC-8 en mai 1961, basées sur la série 50. Selon l'idée originelle, une cloison doit séparer la cabine en deux compartiments : les deux tiers avant pour le fret et le tiers arrière pour les 54 passagers. Par la suite, la cloison peut être déplacée selon les configurations et la capacité varie entre 25 et 114 passagers. Une grande porte cargo est installée sur le côté gauche, sur la partie avant du fuselage ; le plancher est renforcé et la cloison arrière de pressurisation est reculée de 2,1 m pour faire plus d'espace. Les compagnies aériennes peuvent commander une version sans hublot, mais seul United Airlines le fait, en commandant 15 appareils en 1964. Le DC-8F-54 et le DC-8F-55 ont respectivement une masse maximale au décollage de 142 880 kg et de 147 440 kg. Les deux utilisent des turboréacteurs JT3D-3B de 80,6 kN de poussée. 54 appareils sont construits.
- EC-24A : un ancien DC-8-54(F) de United Airlines est utilisé par la United States Navy[n 1] comme plate-forme d'entraînement de guerre électronique. Il est retiré en octobre 1998 et est stocké au 309th Aerospace Maintenance and Regeneration Group[53].

#### Série Super 60
- DC-8-61 : le « Super DC-8 » série 61 est conçu avec une grande capacité et est destiné aux itinéraires moyen-courrier. Sa voilure est la même que sur le -55 et sa distance franchissable est réduite afin d'accroître sa capacité. Pour allonger son DC-8, l'avionneur insère deux tronçons de fuselage : un de 6,1 m en avant de la voilure et l'autre, de 5,1 m, en arrière des ailes ; la longueur totale passe à 57,1 m. L'augmentation de la longueur nécessite de renforcer la structure, mais le DC-8 dispose, à l'origine, d'une garde au sol suffisante pour être agrandi ainsi sans que le train d'atterrissage n'ait besoin d'être modifié[54]. Le premier vol a lieu le 14 mars 1966 et l'avion est certifié le 2 septembre 1966 à la masse maximale de 147 420 kg[55]. Les livraisons commencent en janvier 1967 et le DC-8-61 entre en service avec United Airlines en février 1967[56],[57]. Il peut emporter de 180 à 220 passagers dans une configuration classique et 259 passagers en configuration haute densité[58]. Un DC-8-61CF, équipé d'une porte cargo, est également disponible. 78 DC-8-61 et dix DC-8-61CF sont construits[54].
- DC-8-62 : la série 62, à long rayon d'action fait suite au -61 en avril 1967. Le renforcement de la structure est moindre que sur le -61 et, par rapport aux premières versions, deux sections de fuselage d'un mètre chacune sont ajoutées en avant et en arrière de la voilure, portant la longueur totale à 47,98 m ; d'autres modifications permettent d'accroître la distance franchissable. L'envergure est augmentée par l'ajout de sections de 91 cm aux extrémités des ailes, ce qui permet de réduire la traînée et augmenter la capacité en carburant ; Douglas redessine les nacelles des moteurs, allongeant les pylônes et remplaçant les anciennes nacelles par des nouvelles, plus courtes et plus aérodynamiques et de diamètre réduit, afin de diminuer la traînée ; les moteurs restent des JT3D-3B. L'ensemble des modifications apportées rendent l'avion plus aérodynamique. Les DC-8-62 sont plus lourds que les -53 et -61, avec une masse de 151 953 kg, et peuvent emporter jusqu'à 189 passagers ; à charge maximale, la distance franchissable est de 9 600 km, environ la même que celle du DC-8-53, mais avec 40 passagers supplémentaires. Plusieurs des derniers -62 produits voient leur masse maximale au décollage passer à 158 760 kg et sont connus comme les -62H. Les DC-8-62 sont disponibles avec une porte cargo en version convertible -62CF ou tout cargo -62AF. Au total, 61 DC-8-62 sont construits, ainsi que dix -62CF et six -62AF[51],[52].
- DC-8-63 : le Super DC-8 série 63 est la dernière version produite du DC-8 ; elle entre en service en juin 1968. Cette version reprend le fuselage du -61, les améliorations aérodynamiques et la capacité en carburant du -62 et reçoit des moteurs JT3D-7. Ceci permet à la masse maximale au décollage de passer à 158 760 kg. Comme le -62, le -63 est également disponible pour le transport de fret, avec une porte cargo : ce sont les versions combi -63CF ou tout cargo -63AF. Les cargos voient leur masse maximale accrue pour atteindre 161 030 kg. Eastern Airlines achète six -63PF avec le plancher renforcé des cargos, mais sans la porte cargo. La production totalise 41 DC-8-63, 53 -63CF, 7 -63AF et 6 -63PF[51],[52]. La Flying Tiger Line est l'un des principaux clients des DC-8 cargos[59].

#### Série Super 70

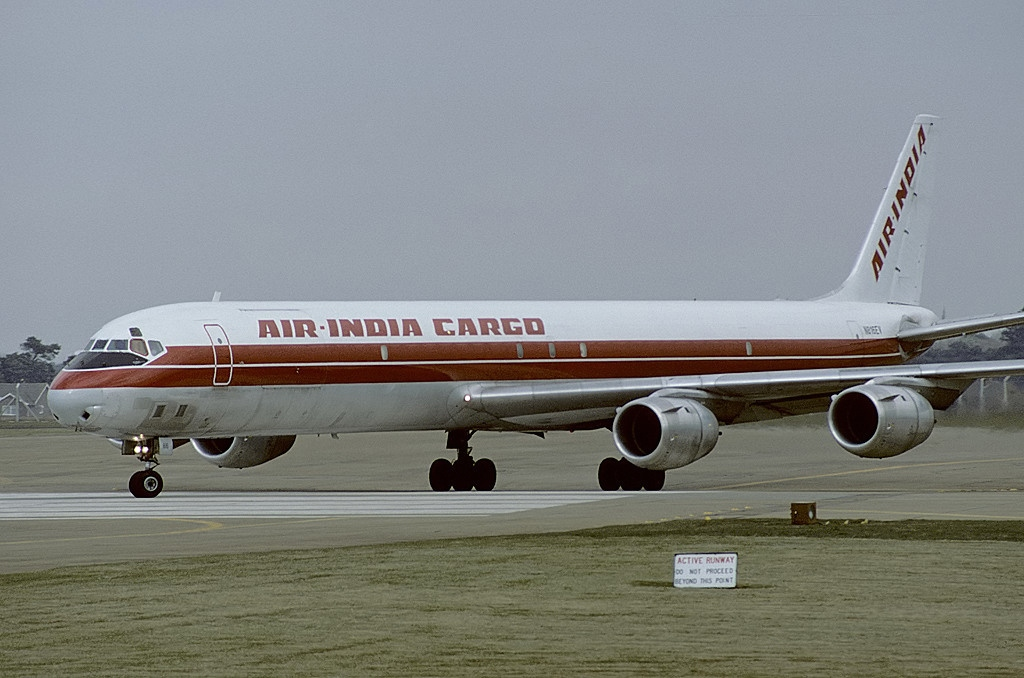
Un DC-8-73 aux couleurs d'Air India Cargo en 1986 ; les turboréacteurs CFM56, plus gros que les JT3D, sont mis en évidence.

Les DC-8-71, -72 et -73 sont des conversions des -61, -62 et -63 dont la principale modification est le remplacement des réacteurs JT3D par des CFM56-2 à double flux et grand taux de dilution, plus économiques ; ils développent une poussée de 98,5 kN et sont installés dans de nouvelles nacelles construites par Grumman Aerospace, qui disposent d'une petite entrée d'air sur le dessus. Pour sa conversion en DC-8-71, le -61 requiert moins de modifications que les autres versions, puisqu'il n'est pas équipé de la voilure améliorée, introduite sur les -62 et -63. La masse maximale au décollage reste la même, mais la charge utile est réduite en raison de la masse plus élevée des moteurs. Les trois modèles sont certifiés en 1982 et un total de 110 appareils sont convertis à ce standard jusqu'à la fin du programme, en 1988. Les conversions sont réalisées par Cammacorp, un consortium créé pour l'occasion avec CFM International, McDonnell Douglas et Grumman Aerospace comme partenaires. Cammacorp disparaît après la fin du programme de conversion.
Ces nouveaux moteurs permettent au DC-8 de respecter les nouvelles normes de bruit et allongent son autonomie qui, pour le DC-8-71 (ex -61) passe de 5 900 à 6 500 km, pour le DC-8-73 (ex -63) de 7 400 à 8 300 km et pour le DC-8-72 (ex -62) de 9 600 à 9 800 km.

## Carrière opérationnelle

### Commandes et livraisons
556 DC-8, toutes versions confondues, ont été vendus. Ce chiffre constitue un demi-succès commercial. Après des débuts difficiles, le programme a finalement été financièrement excédentaire pour le constructeur. Néanmoins, le DC-8 a été largement surpassé par son concurrent direct : 763 Boeing 707 ont été livrés, en ne prenant en compte que les clients civils. On peut y ajouter les 93 Boeing 707 en version militaire (principalement les Boeing E-3 Sentry), et 154 Boeing 720 (version raccourcie et simplifiée), ce qui amène le total à 1010 avions de cette famille. De plus, 803 avions de la famille KC-135, issus du même programme de développement que le 707, ont aussi été vendus. La domination de l'avion de Boeing a installé le constructeur de Seattle comme leader, détrônant Douglas. Le principal client du DC-8, United Airlines, a possédé au total 117 exemplaires.
| Année      | 1955 | 1956 | 1957 | 1958 | 1959 | 1960 | 1961 | 1962 | 1963 | 1964 | 1965 | 1966 | 1967 | 1968 | 1969 | 1970 | 1971 | 1972 | Total |
| ---------- | ---- | ---- | ---- | ---- | ---- | ---- | ---- | ---- | ---- | ---- | ---- | ---- | ---- | ---- | ---- | ---- | ---- | ---- | ----- |
| Commandes  | 73   | 39   | 10   | 10   | 18   | 4    | 21   | 24   | 20   | 30   | 70   | 116  | 57   | 36   | 16   | 8    | 4    | 0    | 556   |
| Livraisons | 0    | 0    | 0    | 0    | 21   | 91   | 42   | 22   | 19   | 20   | 31   | 32   | 41   | 102  | 85   | 33   | 13   | 4    | 556   |

Données de Boeing, novembre 2018,.

### Opérateurs civils
Les principaux opérateurs de DC-8 sont les grandes compagnies américaines. Un total de 119 DC-8 ont volé aux couleurs de United Airlines, 42 pour Delta Air Lines, 44 pour Eastern Air Lines. Hors des États-Unis, le plus grand opérateur est Japan Airlines, avec un total de 58 appareils. Le DC-8 a eu une longue carrière dans ces grandes compagnies, ainsi le dernier vol pour United a eu lieu en 1991. En France, le DC-8 équipe en particulier les compagnies UTA/TAI et Air Afrique, basées au Bourget.

### Utilisateurs militaires et gouvernementaux

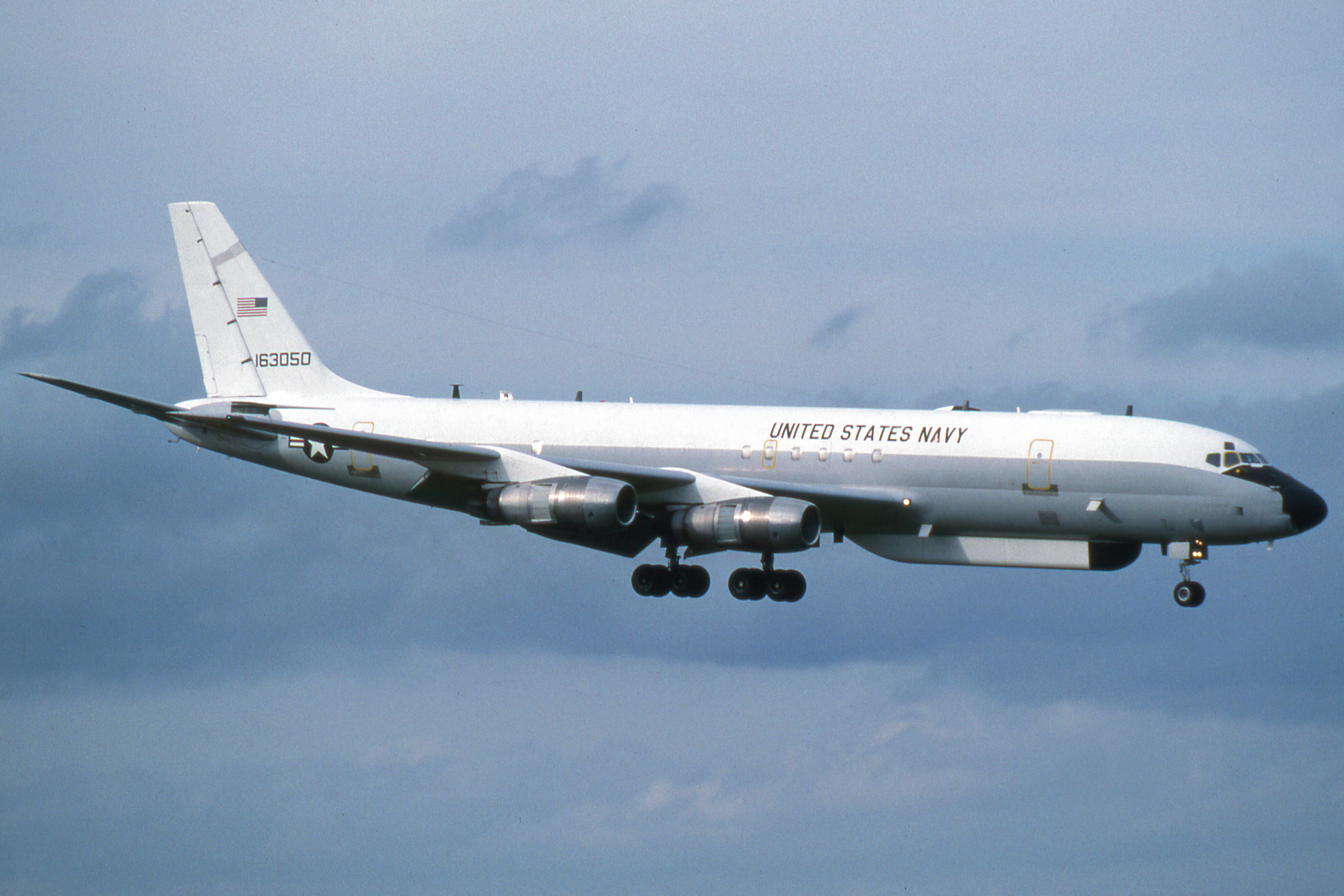
Unique EC-24A avion d'entraînement à la guerre électronique de l'US Navy.

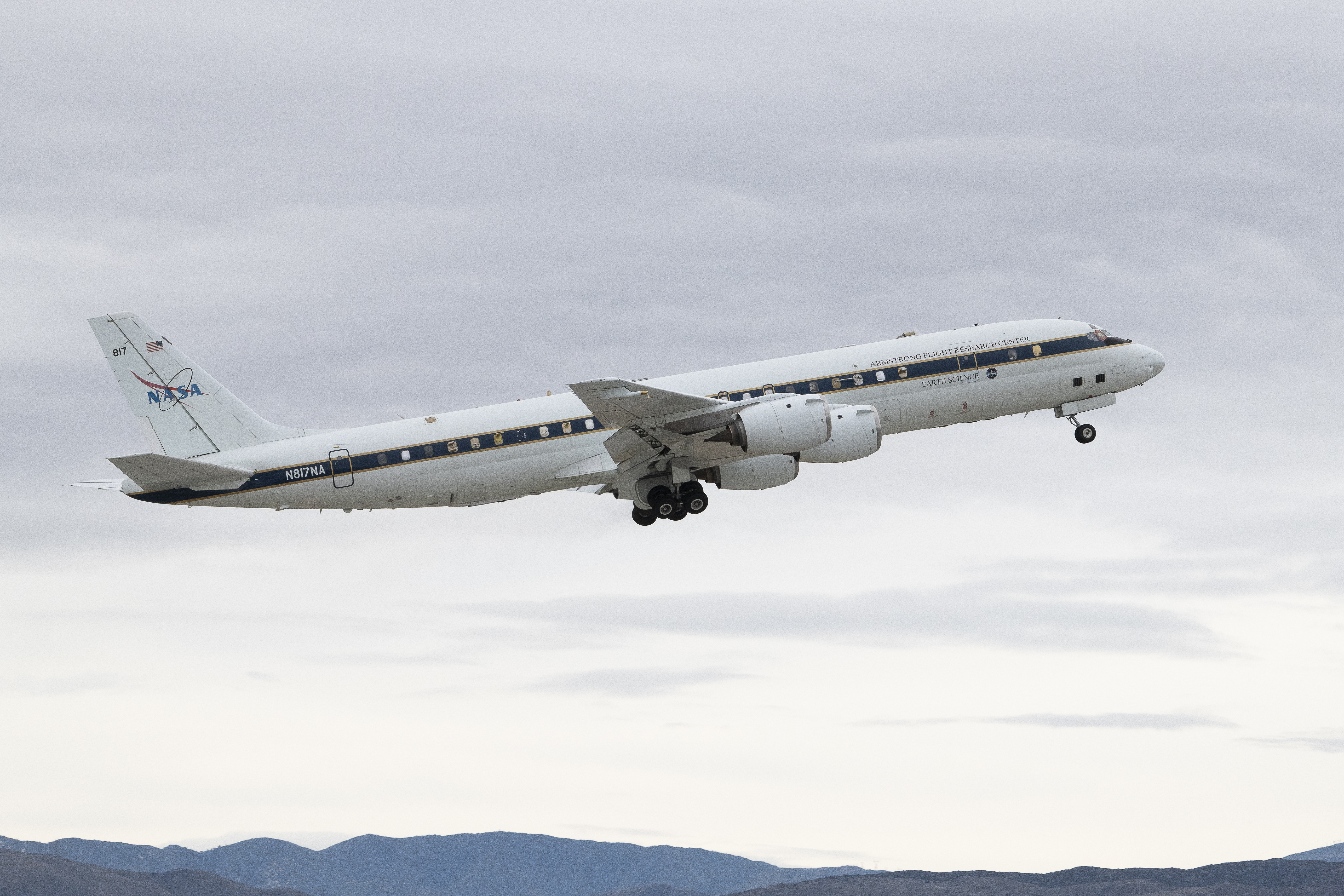
Le DC-8 de la NASA lors d'une des dernières missions en janvier 2024.

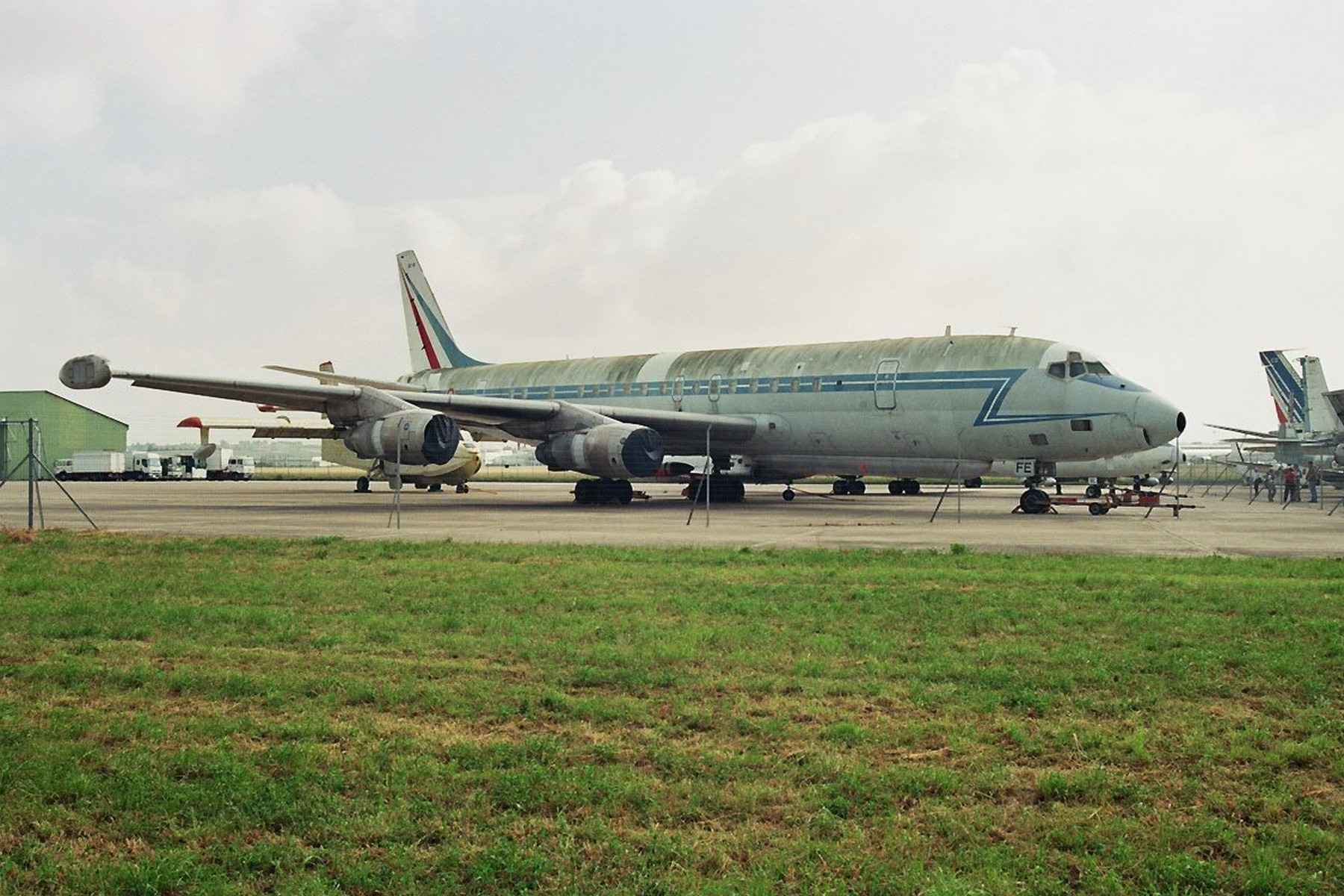
Ancien Douglas DC-8 « SARIGuE » de l'Armée de l'air française.

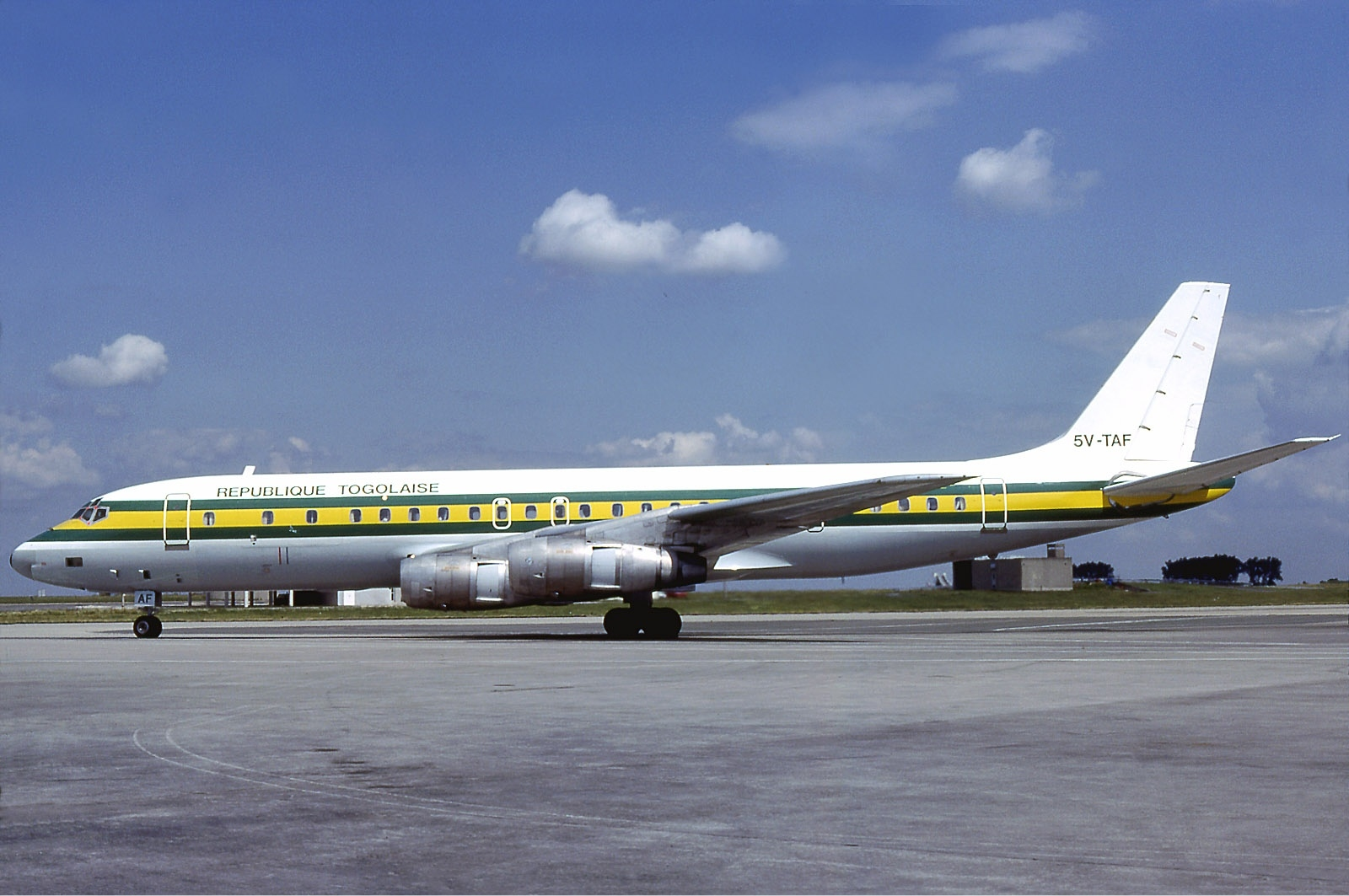
DC-8-55CF 5V-TAF avion officiel du gouvernement du Togo, ex-F-RAFB de l'armée de l'air française.

Si le DC-8 n'a pas eu le succès auprès des militaires de son concurrent de chez Boeing, il n'en est pourtant pas moins un avion apprécié pour certaines opérations, principalement liées au transport de fret. C'est ainsi que les aviations espagnoles, gabonaise, omanaise, péruvienne, philippine, et thaïlandaise ont utilisé cette machine. Certains de ces avions ont servi d'avion présidentiel ou royal.

#### Espagne
Armée de l'air et de l'espace (Espagne) disposait de deux Douglas DC-8 série 52 :
- Le premier est acheté à Iberia
- Le second acheté à Aviaco. Il reçut le numéro T15.2 et l'indicatif d'appel 401-07, et fut exploité de mars 1979 à septembre 1988[74].

Les deux avions furent modifiés pour le transport de personnalités et équipés de matériel de communication, de cabines, de deux salons de première classe pouvant accueillir dix passagers chacun et d'une cabine de 80 places. Ils volèrent à de nombreuses reprises avec le roi et la reine d'Espagne, les Premiers ministres et leurs ministres, ainsi que d'autres autorités et chefs d'État, comme le pape Jean-Paul II.

#### États-Unis
- L'US Navy, a acheté auprès de United Airlines un DC-8-54 (F) (Bu 163050, ex N80480) pour en faire un avion d'entraînement à la guerre électronique désigné EC-24A. L'appareil désormais retiré du service et conservé à Davis Monthan[75].
- La NASA utilise un Douglas DC-8-62 de 1987 à 2024 désigné DC-8 Airborne Science Laboratory. Acheté à Braniff International en 1985 pour être converti en DC-8-72 et aménagé en laboratoire volant. Au cours de sa carrière, il porte successivement les immatriculations N717NA, N817NA, N436NA puis à nouveau N817NA[76] et participe à 158 campagnes d'essais en vol, concernant la météorologie, l'observation du sol, la mesure de la pollution atmosphérique, les télécommunications, les radars, etc. Fin 2023 et début 2024, il participe à un programme de recherche visant à mesurer les émissions d'un appareil utilisant des carburants durables d'aviation (SAF) : un 737 Max10 alterne entre kérosène et SAF, et le N817NA le suit pour mesurer les émissions polluantes[77]. L'avion est depuis 2024 propriété de l'Université d'État de l'Idaho sur le site de Pocatello qui l'utilise comme cellule d'instruction pour former les futurs techniciens aéronautiques[78].

#### France
L'Armée de l'air française a mis en œuvre au sein de deux escadrons sept exemplaires du DC-8, UTA assurant la maintenance ainsi que la formation des équipages sur son propre simulateur de vol,.
- L'escadron de transport 3/60 Esterel fut constitué à l'origine pour répondre au besoin de transport à longue distance de la DirCEN induit par la mise en service du Centre d'Essais du Pacifique, puis ses missions furent étendues au transport stratégique au profit des armées, aux voyages présidentiels par l'utilisation d'un appartement sur palettes, et des vols humanitaires. L'escadron utilisera 6 exemplaires de 1966 à 2004 : 
  - F-RAFA : DC-8-55 n°45820/246 acheté neuf auprès du constructeur par l'entremise d'UTA, il est mis en service en janvier 1966 puis converti en DC-8-55F en septembre 1989 pour être revendu en octobre 1989 ACS of Canada - Air Charter Systems.
  - F-RAFB : DC-8-55F n°45692/207 acheté d'occasion à Seaboard World Airlines par l'entremise d'UTA, il est mis en service en juillet 1969 et revendu en mars 1983 au gouvernement du Togo.
  - F-RAFC : DC-8-55F n°45819/238 racheté à UTA, il est mis en service en janvier 1972 et quitte l'armée de l'air en avril 1998.
  - F-RAFD : DC-8-62CF n°46043/443 acheté à Finnair par l'entremise d'UTA, il est mis en service en octobre 1975, convertit en DC-8-72CF en mai 1983 puis converti en SARIGuE NG et versé à l'Escadron électronique 51 Aubrac pour être réformé en 2004 et détruit en 2006.
  - F-RAFF : DC-8-62CF n°46130/542 acheté à Finnair par l'entremise d'UTA, il est mis en service en janvier 1981 puis converti en DC-8-72CF en avril 1984 pour être revendu en juin 2005 à ATI - Air Transport International.
  - F-RAFG : DC-8-62CF n°46013/427 acheté à Finnair par l'entremise d'UTA, il est mis en service en novembre 1981 puis converti en DC-8-72CF en aout 1982 pour être revendu en juin 2005 à ATI - Air Transport International.

- L'Escadron électronique 51 Aubrac utilisa successivement 2 exemplaires (dont un transféré de l'escadron de transport 3/60 Esterel) pour des missions de Guerre électronique. Ces avions subiront de lourdes transformations pour devenir des DC-8 SARIGuE :
  - F-RAFE : DC-8-33 n°46043/443 acheté à UTA en décembre 1973, il est mis en service après trois années de travaux en juin 1973, converti en DC-8-53 en avril 1980 et réformé en juillet 2001. Il est depuis conservé au Musée de l'Air et de l'Espace de Paris-Le Bourget[81].
  - F-RAFD : DC-8-72CF n°46043/443 transféré de l'escadron de transport 3/60 Esterel en mai 1983 pour être converti en SARIGuE NG, il sera réformé en 2004 et détruit en 2006.

#### Gabon
Le gouvernement de Gabon achète, en novembre 1974, auprès de Seaboard World Airlines un DC-8-63CF (n°46053/446 ex N8638). Immatriculé TR-LTZ, il deviendra en septembre 1982 DC-8-73C. L'avion sera en partie opéré par des équipages de la compagnie UTA. Durant son service, il fut l'avion officiel du président Omar Bongo. Il fut retiré du service en 1995 et déconstruit en 2005 sur l'Aéroport de Nîmes–Garons.

#### Oman
La force aérienne royale d'Oman met en service le 28 mai 1981 le DC-8-63CF n°46149 acheté auprès de Jet Aviation. Il est alors immatriculé A4O-HM. En 1982, il est converti en DC8-73CF et réimmatriculé A4O-HMQ, le 14 juin 1982. Il est revendu à AFG (Aerolease Financial Group Inc.) en juillet 1993, qui le revendra par la suite à Southern Air Transport (en).

#### Togo
Le gouvernement du Togo a racheté à l'armée française, le 21 mars 1983, le DC-8 55 n° 45692 (ex FRAFB) devenu 5V-TAF,. Il fut revendu en janvier 1993 à la compagnie MK Airlines.

### Organisations non gouvernementales
Un DC-8 est utilisé de 1982 à 1992 par l'ONG Orbis International, dans un rôle d'hôpital volant, effectuant des opérations de la cataracte dans les pays en voie de développement. Il s'agit d'un DC-8-21, offert à l'ONG par United Airlines. Un DC-10 lui succède en 1992.
Un DC-8-72 cargo, immatriculé N782SP et baptisé Helping in Jesus Name, est utilisé par l'ONG évangélique Samaritan's Purse depuis 2014 pour l'acheminement d'aide humanitaire. Cet appareil, précédemment utilisé par l'Armée de l'air française, est en 2024 le dernier DC-8 opérationnel,.

### Accidents
Au total, 84 appareils sont perdus dans des accidents, des actes terroristes ou des actes de guerre. Le premier de ces accidents, chronologiquement, est aussi l'un des plus meurtriers : il s'agit de la collision aérienne de New York, survenue le 16 décembre 1960 entre un DC-8 de United Airlines, et un Super Constellation de TWA. L'accident fait 134 victimes : les 84 occupants du DC-8, les 44 occupants du Lockheed, et 6 personnes au sol.

### Fin de carrière

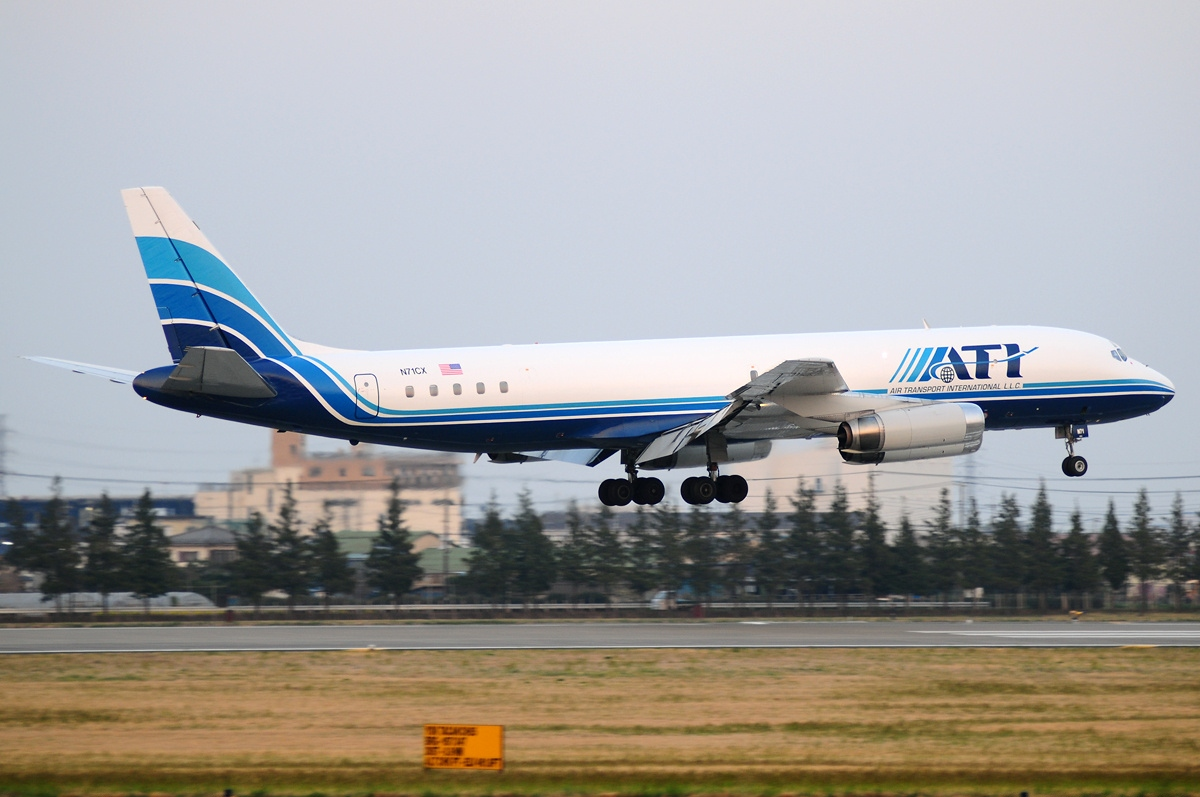
Un DC-8 cargo encore exploité en 2009.

Dans le monde civil, le DC-8 a connu une fin de carrière plus longue que son rival le 707. En effet, 50 % des 707 civils ont été retirés moins de 17 ans après leur mise en service, tandis que pour le DC-8, cette durée de vie médiane est de 27 ans. Plusieurs facteurs expliquent ce plus long maintien en service. La remotorisation avec les CFM56 a rendu les DC-8 conformes aux normes plus sévères en matière de bruit, et plus économes en carburant, rendant leur exploitation encore viable dans les années 1990. Un programme similaire a été envisagé sur le 707, mais il n'a pas dépassé le stade du prototype. Un autre facteur est l'importance des parcs militaires de 707 : lorsque les grandes compagnies aériennes ont retiré du service leurs 707, les militaires américains en ont racheté un grand nombre, qui ont été cannibalisés pour fournir des pièces aux 707 et C-135, ainsi que les stocks de pièces détachées. Cela a réduit la quantité de pièces disponibles pour les civils.
En 1995, il reste 260 DC-8 en service, puis 233 en 2000,. En 2002, sur les 555 appareils livrés aux opérateurs civils, environ 200 restent en service, répartis en environ 25 appareils de la série 50, 82 de la série 60 et 96 des versions remotorisées sur les 110 convertis, contre seulement 80 Boeing 707 sur près de 900 construits pour les compagnies aériennes ; plusieurs 707 ont toutefois été convertis pour être utilisés par l'USAF ; la plupart des DC-8 sont quant à eux utilisés pour le transport de fret. En mai 2009, après la décision d'UPS Airlines de retirer sa flotte de 44 DC-8, 97 appareils restent en service dans le monde ; 84 continuent d'être utilisés en juillet 2010 contre deux en juillet 2019, exploités par la compagnie cargo congolaise Trans Air Cargo Services et par la compagnie péruvienne Skybus Peru,. Les causes des retraits sont le vieillissement des cellules, l'augmentation des coûts d'exploitation et des réglementations plus strictes sur la pollution atmosphérique et sonore.

## Postérité

### Avions préservés
Plusieurs DC-8 sont visibles dans des musées ou convertis en attraction. Dans ce tableau, ils sont triés par numéro de série.
| Musée ou site                         | n° de série | Immatriculation | Version   | Histoire |
| ------------------------------------- | ----------- | --------------- | --------- | --- |
| Tokyo-Haneda                          | no 45280    | JA8001          | DC-8-32   | Cockpit seulement. Premier jet de Japan Airlines.                                                                       |
| Musée de l'aviation chinoise          | no 45280    | N220RB          | DC-8-21   | Exploité par American Airlines puis par l'ONG Orbis International.                                                      |
| August-Euler-Museum                   | no 45300    | 5A-DGK          | DC-8-21   | Fuselage seulement. |
| Musée de l'Air et de l'Espace         | no 45570    | F-RAFE          | SARIGuE   | Ancien appareil de l'Armée de l'air.                                                                                    |
| California Science Center             | no 45850    | N8066U          | DC-8-52   | Ancien avion de United Airlines.                                                                                        |
| Naval Air Station Barbers Point       | no 45922    | N799AL          | DC-8-62CF | Avion de SAS, puis avion gouvernemental thaïlandais, puis avion charter. Dernier DC-8 à avoir transporté des passagers. |
| Pocatello Regional Airport            | no 46082    | N817NA          | DC-8-72   | DC-8 Airborne Science Laboratory de la Nasa. Appartient maintenant à l'université d'État de l'Idaho                     |
| Shanghai Aerospace Enthusiasts Center | no 46160    | JA8048          | DC-8-61   | Japan Airlines |

### Culture populaire
- Devine qui vient dîner... (1967) s'ouvre avec l'arrivée d'un DC-8 de United Airlines[107].
- Dans le film Le Clan des Siciliens (1969) réalisé par Henri Verneuil, l'avion détourné est un DC-8-33[108].
- Dans Good Morning, Vietnam (1987), un DC-8 assure une liaison avec le Vietnam[109].
- Dans Hot Shots! (1991), un DC-8 apparaît avec une peinture de camouflage[109].

### Philatélie
Le DC-8 apparaît sur plusieurs timbres.

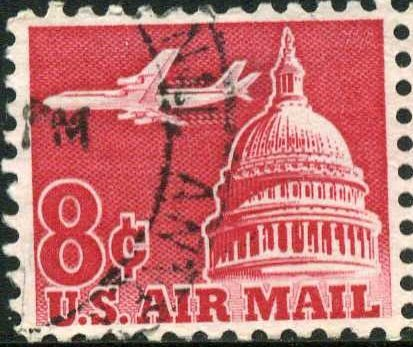
Timbre américain, poste aérienne, 1963.
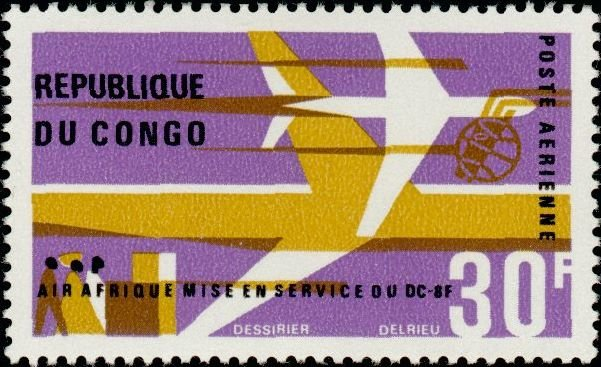
Timbre congolais, 1969.
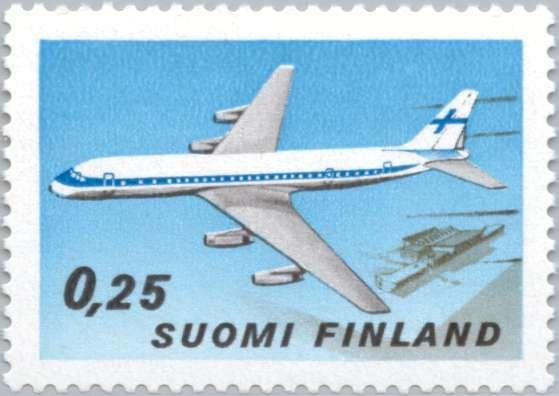
Timbre finlandais, 1969.
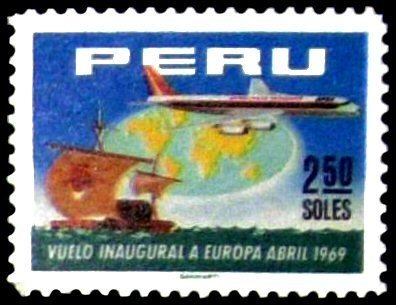
Timbre péruvien, 1969.

## Caractéristiques des versions
| Versions                                                                                                 | DC-8-10/20/30                                                                           | DC-8-40/43/50/55                                                                                         | DC-8-61/71                                                                              | DC-8-63/73                                                                              | DC-8-62/72                                                                              |
| --- | --------------------------------------------------------------------------------------- | --- | --------------------------------------------------------------------------------------- | --------------------------------------------------------------------------------------- | --------------------------------------------------------------------------------------- |
| Passagers                                                                                                | 177                                                                                     | -40/43 : 177, -50/55 : 189                                                                               | 259                                                                                     | 259                                                                                     | 189                                                                                     |
| Capacité cargo                                                                                           | 39 m3 (1 390 pi3)                                                                       | 39 m3 (1 390 pi3)                                                                                        | 71 m3 (2 500 pi3)                                                                       | 71 m3 (2 500 pi3)                                                                       | 45,7 m3 (1 615 pi3)                                                                     |
| Envergure                                                                                                | 43,4 m (142,4 ft)                                                                       | 43,4 m (142,4 ft)                                                                                        | 43,4 m (142,4 ft)                                                                       | 45,2 m (148,4 ft)                                                                       | 45,2 m (148,4 ft)                                                                       |
| Longueur                                                                                                 | 45,9 m (150,7 ft)                                                                       | 45,9 m (150,7 ft)                                                                                        | 57,1 m (187,4 ft)                                                                       | 57,1 m (187,4 ft)                                                                       | 48 m (157,5 ft)                                                                         |
| Fuselage                                                                                                 | Largeur à l'extérieur : 373,4 cm (47 in) ; largeur à l'intérieur : 351,2 cm (138,25 in) | Largeur à l'extérieur : 373,4 cm (47 in) ; largeur à l'intérieur : 351,2 cm (138,25 in)                  | Largeur à l'extérieur : 373,4 cm (47 in) ; largeur à l'intérieur : 351,2 cm (138,25 in) | Largeur à l'extérieur : 373,4 cm (47 in) ; largeur à l'intérieur : 351,2 cm (138,25 in) | Largeur à l'extérieur : 373,4 cm (47 in) ; largeur à l'intérieur : 351,2 cm (138,25 in) |
| Masse maximale au décollage                                                                              | -10 : 123,8 t (273 000 lb) -20 : 125,2 t (276 000 lb) 30 : 142,9 t (315 000 lb)         | 142,9 t (315 000 lb) -55 : 147,4 t (325 000 lb)                                                          | 147,4 t (325 000 lb) -F : 148,8 t (328 000 lb)                                          | 161 t (355 000 lb)                                                                      | 158,8 t (350 000 lb) -72F : 152 t (335 000 lb)                                          |
| Charge utile                                                                                             | -10 : 20,9 t (46 103 lb) -20 : 19,8 t (43 624 lb) -30 : 23,5 t (51 870 lb)              | 23,6 t (52 000 lb) -43 : 18,9 t (41 691 lb)                                                              | -61 : 32,6 t (71 899 lb) -71 : 27,4 t (60 300 lb)                                       | -63 : 32,3 t (71 262 lb) -73 : 29,4 t (64 800 lb)                                       | -62 : 23,5 t (51 745 lb) -72 : 19 t (41 800 lb)                                         |
| Masse à vide en ordre d'exploitation                                                                     | -10 : 54,3 t (119 797 lb) -20 : 56,2 t (123 876 lb) -30 : 57,3 t (126 330 lb)           | -40/50 : 56,6 t (124 800 lb) -43 : 61,9 t (136 509 lb) -55 : 62,7 t (138 266 lb)                         | -61 : 69 t (152 101 lb) -71 : 74,3 t (163 700 lb)                                       | -63 : 72 t (158 738 lb) -73 : 75,4 t (166 200 lb)                                       | -62 : 65 t (143 255 lb) -72 : 69,5 t (153 200 lb)                                       |
| Capacité en carburant                                                                                    | 88,6 m3 (23 393 gal. US), -10/20 : 66,4 m3 (17 550 gal. US)                             | 88,6 m3 (23 393 gal. US), -10/20 : 66,4 m3 (17 550 gal. US)                                              | 88,6 m3 (23 393 gal. US), -10/20 : 66,4 m3 (17 550 gal. US)                             | 91,9 m3 (24 275 gal. US)                                                                | 91,9 m3 (24 275 gal. US)                                                                |
| Moteurs (×4)                                                                                             | -10 : Pratt & Whitney JT3C -20/30 : P&W JT4A                                            | -40/43 : Rolls-Royce RCo.12 -50/55 : P&W JT3D-3B                                                         | Super 61/62 : P&W JT3D-3B, Super 63 : P&W JT3D-7 Super 70 : CFM56-2                     | Super 61/62 : P&W JT3D-3B, Super 63 : P&W JT3D-7 Super 70 : CFM56-2                     | Super 61/62 : P&W JT3D-3B, Super 63 : P&W JT3D-7 Super 70 : CFM56-2                     |
| Vitesse de croisière                                                                                     | Mach 0,82 (895 km/h)                                                                    | Mach 0,82 (895 km/h)                                                                                     | Mach 0,82 (895 km/h)                                                                    | Mach 0,82 (895 km/h)                                                                    | Mach 0,82 (895 km/h)                                                                    |
| Autonomie                                                                                                | -10 : 6 960 km (3 760 NM) -20 : 7 500 km (4 050 NM) -30 : 7 417 km (4 005 NM)           | -40 : 9 830 km (5 310 NM) -43 : 7 800 km (4 200 NM) -50 : 10 843 km (5 855 NM) -55 : 8 700 km (4 700 NM) | -61 : 5 900 km (3 200 NM) -71 : 6 500 km (3 500 NM)                                     | -63 : 7 400 km (4 000 NM) -73 : 8 300 km (4 500 NM)                                     | -62 : 9 600 km (5 200 NM) -72 : 9 800 km (5 300 NM)                                     |
| Versions cargo                                                                                           |                                                                                         | -50/-55                                                                                                  | -61/71                                                                                  | 63/73                                                                                   | -62/72                                                                                  |
| Volume cargo                                                                                             |                                                                                         | -50 : 264 m3 (9 310 pi3) -55 : 255 m3 (9 020 pi3)                                                        | 344,6 m3 (12 171 pi3)                                                                   | 363 m3 (12 830 pi3)                                                                     | 275,7 m3 (9 737 pi3)                                                                    |
| Charge utile                                                                                             |                                                                                         | -50 : 39,9 t (88 022 lb) -55 : 42,1 t (92 770 lb)                                                        | -61 : 40,1 t (88 494 lb) -71 : 36,9 t (81 300 lb)                                       | -63 : 54,3 t (119 670 lb) -73 : 50,7 t (111 800 lb)                                     | -62 : 41,5 t (91 440 lb) -72 : 41,2 t (90 800 lb)                                       |
| Masse à vide en ordre d'exploitation                                                                     |                                                                                         | -50 : 59,1 t (130 207 lb) -55 : 59,5 t (131 230 lb)                                                      | -61 : 66 t (145 506 lb) -71 : 69,3 t (152 700 lb)                                       | -63 : 64,1 t (141 330 lb) -73 : 67,7 t (149 200 lb)                                     | -62 : 62,8 t (138 560 lb) -72 : 63,6 t (140 200 lb)                                     |
| Autonomie à charge maximale                                                                              |                                                                                         | -55 : 5 600 km (3 000 NM)                                                                                | -61/63 : 4 300 km (2 300 NM) -71/73 : 5 400 km (2 900 NM)                               | -61/63 : 4 300 km (2 300 NM) -71/73 : 5 400 km (2 900 NM)                               | -62 : 5 900 km (3 200 NM) -72 : 7 200 km (3 900 NM)                                     |
| Sources : rapport de planification aéroportuaire du DC-8, Flight International, René Jacquet-Francillon. |                                                                                         | |                                                                                         |                                                                                         |                                                                                         |